# Sistema educativo de Guatemala
El Sistema Educativo Nacional de Guatemala es el conjunto ordenado e interrelacionado de elementos, procesos y sujetos a través de los cuales se desarrolla la acción educativa, de acuerdo con las características, necesidades e intereses de la realidad histórica, económica y cultural guatemalteca, según su definición en el artículo 3 de la Ley Nacional de Educación, Decreto n.º 12-91 del Congreso de la República.
Las características con que cuenta este sistema es que debe ser participativo, regionalizado, descentralizado y desconcentrado, según el artículo 4 de la ley respectiva. El órgano estatal rector del sistema educativo es el Ministerio de Educación. Según el estado de Guatemala que podrán encontrar más información ahí.

## Historia de la educación en Guatemala

### Educación en la colonia
La educación durante la época colonial en Guatemala estuvo a cargo de la Iglesia Católica y favorecía casi exclusivamente a los hijos de los españoles y criollos. En 1597, el anciano obispo Gómez Fernández de Córdoba y Santillán autorizó la fundación del primer centro educativo en Guatemala: el Colegio y Seminario Tridentino de Guatemala. Para entonces otras instituciones similares -llamadas seminarios tridentinos o seminarios conciliares- habían tenido muchas dificultades para establecerse: por ejemplo, el colegio tridentino de Quito había pasado a manos de la Compañía de Jesús y ya no formaba curas seculares menos de treinta años después de su fundación; el de Santa Fe, que fue fundado en 1586, pasó también a los jesuitas en 1605, y el de Lima, que seguía abierto a pesar de la oposición del cabildo y las órdenes religiosas.
En Guatemala, la fundación del Seminario de Nuestra Señora de la Asunción fue rápido y relativamente fácil: pronto contó con rentas estables, alojó estudiantes internos en el edificio propio e impartió cátedras. Durante el período virreinal nunca fue forzado a cerrar ni a pasar a manos de los jesuitas. Esta situación favorable se debió a que el seminario guatemalteco surgió después de los otros ya mencionados, y sus fundadores utilizaron las experiencias de dichos seminarios, además de legislación que se había aprobado para favorecer a las instituciones de este tipo: para 1598, aparte de las directivas canónicas del Concilio de Trento existían también reales cédulas que especificaban claramente y restringían la jurisdicción de los virreyes y Audiencias reales y de los obispos en el manejo de los colegios. Además, también existían leyes que obligaban a los cabildos catedralicios y a las órdenes religiosas a sufragar los gastos de funcionamiento del seminario. De esta cuenta, el colegio y seminario de Nuestra Señora de la Asunción gozó de una gran autonomía desde su fundación.
El seminario de Nuestra Señora de la Asunción fue una obra del cabildo de la ciudad de Santiago de los Caballeros, de la Audiencia real y de un grupo de eclesiásticos y pobladores de la ciudad, que se vio favorecido por las intenciones del extinto obispo Francisco Marroquín de solicitar a la Corona que se instituyera un centro educativo en Guatemala.

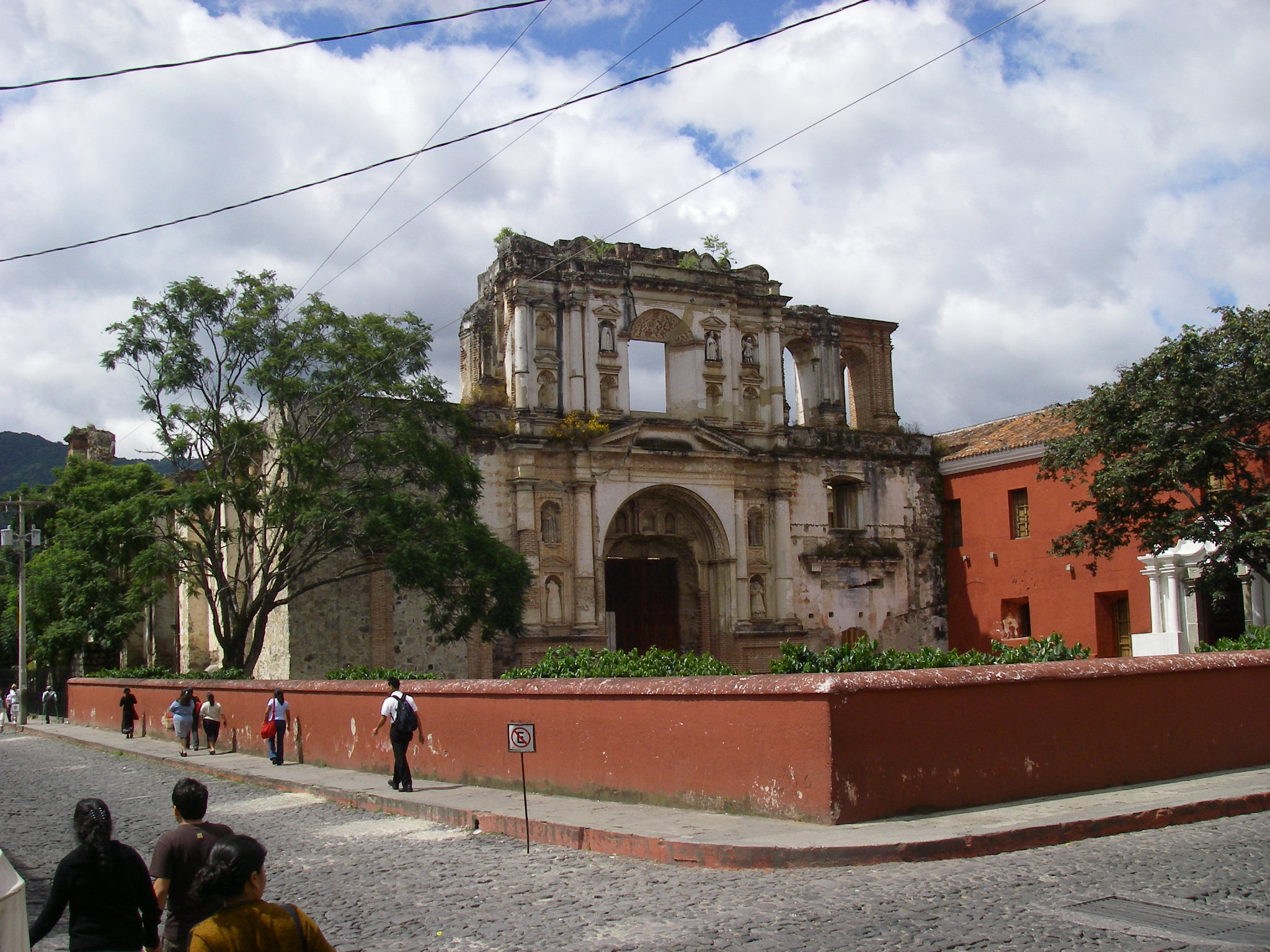
Exterior del antiguo colegio de la Compañía de Jesús en 2010.

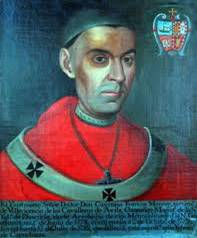
Arzobispo Cayetano Francos y Monroy. Llegó a Guatemala en 1779 e impulsó la educación de la Capitanía General de Guatemala. Es el fundador del Colegio San José de los Infantes.

El Colegio de la Compañía de Jesús fue creado a través de Real Cédula del 9 de agosto de 1561.
Esta manzana jesuítica, donada en parte por el cronista Bernal Díaz del Castillo, comprendía tres claustros y un templo, y llegaron a vivir hasta doce jesuitas. Funcionó como colegio de San Lucas de la Compañía de Jesús desde 1608 hasta la expulsión de la orden en 1767: «El Colegio adquirió gran fama y no tenía rival en cuanto a la enseñanza de primeras letras y gramática. A él acudía lo más florido de la sociedad de Santiago, tales como Francisco Antonio Fuentes y Guzmán, el cronista Francisco Vázquez, Pedro de Betancourt y Rafael Landívar.»
Cayetano Francos y Monroy llegó a Guatemala como arzobispo en 1779 con la misión de retomar el control del clero guatemalteco y destituir al arzobispo Pedro Cortés y Larraz quien se aferraba al puesto.  Francos y Monroy estaba muy involucrado con las corrientes liberales de los filósofos ingleses y de Jean-Jacques Rousseau que proporcionaron nuevos lineamientos en la pedagogía y la formación intelectual de las nuevas generaciones. Francos y Monroy inició en la Nueva Guatemala de la Asunción una reforma educativa, pues a su llegada solamente estaba la escuela de Belén, la que era incapaz de atender a todos los escolares, pues la población ascendía a veinte mil habitantes.  Las escuelas no funcionaban porque los jesuitas habían sido expulsados en 1767 y el resto de entidades civiles y religiosas estaban trabajando arduamente en construir sus nuevos edificios tras el traslado desde la ciudad de Santiago de los Caballeros de Guatemala en 1776. Francos y Monroy fundó dos escuelas de primeras letras, la de San José de Calasanz y la de San Casiano, fundó un nuevo colegio que llamó «San José de los Infantes» y contribuyó económicamente para finalizar la construcción del Colegio Tridentino, y otros establecimientos.
La nueva orientación pedagógica de Francos y Monroy tenías tres objetivos: ciencias, costumbres y religión. De esta forma, se dio conocimiento a los niños adecuado a su edad y se les proporcionaron principios que poco a poco fueron desarrollando ciudadanos con mentalidad distinta a la acostumbrada y quienes en años posteriores serían protagonistas de los movimientos independentistas.

### Gobierno liberal de Mariano Gálvez
El Dr. Mariano Gálvez se preocupó por readecuar el sistema educativo de Guatemala y convertirlo en un sistema laico. En 1835 se principió a ensayar el famoso sistema lancasteriano, que por aquella época era tenido como el óptimo, y que es bien conocido por el auxilio que el maestro se hacía dar por sus discípulos aventajados, que recibían el nombre de "monitores". También se dieron las becas de Guadalupe costeadas por el Estado y que eran para niños procedentes de los departamentos, siendo condición expresa que cinco de las becas favorecieran a niños indígenas. También se ordenó la creación de una escuela de mineralogía, la creación del Museo Nacional, la de una escuela de niñas -en las que se enseñaba a leer, escribir, contar y los principios básicos de las labores de una mujer de la época- y la de la primera Escuela Normal de Profesores. Finalmente, se fundó la Academia Nacional de Ciencias, la cual vino a llenar que el vacío educativo que existía cuando fue cerrada la Real y Pontificia Universidad de San Carlos Borromeo tras la expulsión de las órdenes del clero regular luego de la derrota del partido conservador. [cita requerida]

### Régimen de los 30 años

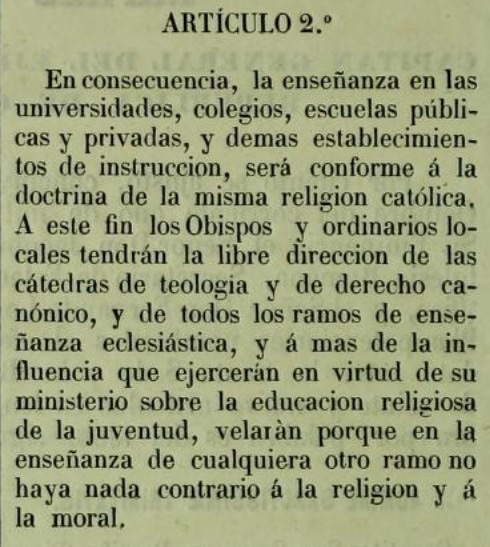
Artículo 2 del Concordato de 1854 en que se otorgaba la educación a la Iglesia Católica.

En 1840, se formó nuevamente la Pontificia Universidad de San Carlos Borromeo con las facultades que hasta entonces formaban la Academia de Ciencias laica que había fundado el Dr. Mariano Gálvez. El primer rector de la Universidad fue el Dr. y sacerdote Juan José de Aycinena y Piñol -quien ya había sido rector de la misma entre 1825 y 1829- quien además fungía como ministro de Asuntos Eclesiásticos del gobierno. Aycinena también convenció a Carrera de permitir de nuevo el acceso de la Compañía de Jesús para encargarse de la educación en Guatemala.
Manuel Francisco Pavón Aycinena, uno de los líderes del Clan Aycinena y consejero del presidente Rafael Carrera fue responsable del sistema educativo durante el régimen de los 30 años; tanto así que los historiadores liberales que surgieron a partir de 1871 lo acusaron de ser el responsable del movimiento pedagógico retrógrado que se vivió en Guatemala durante ese tiempo.  Las ideas de Pavón entregaron la enseñanza a la tutela de la Iglesia Católica por medio de la Ley de Pavón, que se promulgó el 16 de septiembre de 1852; de acuerdo a los liberales, este instrumento legal significó un retroceso en la educación guatemalteca ya que otros pueblos seguían las ideas de la Ilustración que se inició a finales del siglo xviii. La ley no indicaba de manera precisa el sistema gradual de la enseñanza primaria, pretendía que el poder era de origen divino y por ello los niños debían absoluto respeto a sus superiores, y no contenía los principios necesarios para aprender de ciencias naturales ni sociales.  Además no enseñaba Economía, Historia ni Geografía y no contemplaba una educación gratuita, obligatoria ni laica; era pues, un retorno a la educación contemplada en las antiguas leyes de España en cuestiones de Instrucción Pública.
La Ley de Pavón enfatizaba que el fundamento de una sólida enseñanza consistía en el aprendizaje de la doctrina de la religión y la moral inculcándole a la juventud desde sus primeros años, así como inculcar el respeto que deben observar para con sus mayores, a los funcionarios y a las autoridades. La ley fue revisada por el Consejo de Ministros y aprobada por el arzobispo metropolitano.  La ley establecía en cada parroquia por lo menos dos escuelas de primeras letras, una para niños y otra para niñas, tenían el nombre de la parroquia que las albergaba y eran inspeccionadas por una comisión compuesta del cura párroco, de una persona nombrada por el Ayuntamiento y un vecino del lugar electo por el cura párroco y por el miembro nombrado por el Ayuntamiento.  La comisión era la encargada de nombrar a los maestros quienes debían luego ser aprobados por el gobierno, previo consentimiento del corregidor, de la dirección de las escuelas y de la administración de fondos;  también le correspondía a la comisión vigilar el buen funcionamiento de las escuelas.  La ley especificaba que los maestros debían ser ejemplo para los alumnos y recomendaba que los escogidos fueron de reconocida religiosidad, buenas costumbres, instrucción suficiente, carácter moderado y trato cortés; y por otro lado, no especificaba el nivel de preparación pedagógica que debían tener los maestros. Es más, la Ley de Pavón no contempló la formación de maestros en ningún tipo de escuela específica para su preparación lo que generó un estancamiento educativo que solamente los autodidactas lograron traspasar con éxito.
La ley contemplaba un sistema de celadores que controlaba la disciplina, la asistencia y las cuestiones de salud; en caso de inasistencia, los celadores averiguaban la razón de la misma e incluso visitaban la residencia de los niños para informarse mejor al respecto. Estos celadores aseguraban la regularidad de los cursos y ayudaban a mantener la disciplina, la puntualidad y la salud de las escuelas, manteniendo a la vez un lazo de unión entre las familias y las escuelas. En cuanto a los fondos, estos provenían del corregidor departamental, de las municipalidades y de un impuesto mensual que recibía la comisión de cada parroquia de los vecinos pudientes;  estos fondos no eran fijos y dejaban a las escuelas en precarias condiciones económicas.
Los efectos de la ley fueron beneficiosos para el gobierno conservador, pues alcanzó un efectivo adoctrinamiento que prácticamente cayó en un fanatismo católico que obstaculizó el desarrollo de nuevas ideas.
En 1854 se estableció el Concordato entre el presidente de la República de Guatemala - capitán general Rafael Carrera- y la Santa Sede, el cual fue suscrito en 1853 y ratificado por ambas partes en 1854. Por medio de este, Guatemala otorgaba la educación del pueblo guatemalteco a las órdenes regulares de la Iglesia Católica definitivamente, se comprometía a respetar las propiedades y los monasterios eclesiásticos, autorizaba el diezmo obligatorio y permitía que los obispos censuraran lo que se publicaba en el país; a cambio de ello, Guatemala recibía gracias para los miembros del ejército, permitía que quienes hubiesen adquirido las propiedades que los liberales habían expropiado a la Iglesia en 1829 las conservaran, percibía impuestos por lo generado por las propiedades de la Iglesia, y tenía el derecho de juzgar con las leyes guatemaltecas a los eclesiásticos que perpetraran crímenes. El concordato mantenía la relación estrecha entre Iglesia y Estado y estuvo vigente hasta la caída del gobierno conservador del mariscal Vicente Cerna y Cerna.
En 1869, siendo aún estudiante de la Pontificia Universidad de San Carlos el hondureño Marco Aurelio Soto, siendo secretario de la Sociedad Económica de Amigos de Guatemala, promovió el ingreso al país de educación primaria y secundaria de carácter positivista.

### Perspectiva liberal de la educación conservadora
El escritor liberal Ramón A. Salazar describió la aplicación de la Ley de Pavón, ya que él fue un estudiante durante esos años; en la ciudad de Guatemala existían por entonces tres escuelas, bajo la advocación de «San Casiano» y la de «San José Calazáns» las dos primeras, que fueron fundadas por el arzobispo Cayetano de Francos y Monroy y la otra de Betlén por el Hermano Pedro de San José de Betancur. Dichas escuelas eran costeadas con fondos municipales, y a los maestros que las regentaban tenían un sueldo de $16. Los maestros tenían ingresos extras exigiendo á los 
alumnos una candela de sebo los jueves, y un cuartillo de real los sábados.
La ley de Pavón prescribía como únicas materias de enseñanza primaria la lectura, la escritiura y las cuatro primeras reglas de la aritmética, aprendidas maquinalmente, sin ejemplos ni explicaciones. Por otra parte, había también ejercicios de doctrina de considerable dificultad.
El bolzón de cuero que colgaba de uno de los hombros de los estudiantes guardaba el material completo de enseñanza que era costeado por los padres de familia y consistía de:
- la cartilla de San Juan, que contenía la efigie del Evangelista, grabado sobre madera
- el catón cristiano
- la moral de José de Urcullú
- el catecismo del padre Ripalda
- plumas de avestruz
- una navaja para tajarlas
- cuadernillos de papel en blanco
- una barra de plomo con qué rayar el papel[15]

Lo único que proporcionaba la escuela eran las pautas, tablas de madera á las cuales estaban encolados unos hilos, y las que puestas bajo el papel y con 
ayuda del plomo susodicho rayaban la hoja en que debía el escolar escribir su plana. Se comenzaba por los palotes, se seguía con los perfiles, se pasaba á primera y así sucesivamente hasta llegar a ser experto de letra española.
Al llegar á la puerta de la escuela acostumbraban los alumnos santiguarse. Hecho esto se encaminaba el niño, en llegando al Salón, hacia la imagen del Santo patrono de la escuela, y allí, de rodillas, invocaba su auxilio para que le iluminase el entendimiento.
Y entonces comenzaban las tareas. Había hasta doscientos alumnos, para los cuales no había más que un solo maestro; de allí que este tuviese que valer- 
se de los niños mayores de la escuela, quienes en la nomenclatura de la época se denominaban monitores; esos muchachos eran más crueles aún que el mismo maestro.
Duraba la clase cuatro horas seguidas por la mañana y tres por la tarde, sin descanso; el estudio se hacía en voz alta, y de ese modo se daba la lección.
Dar la lección era repetir de memoria textualmente un trozo del libro al Monitor; había que saberla de corrido. Al mediodía, los Monitores daban cuenta de sus tareas; a esa hora, a los alumnos desaplicados les daban de azotes con calzón bajo, dados á los niños, cargados sobre las espaldas de sus compañeros más fuertes; entonces era el momento de los palmetazos, que hacían brotar sangre de las manos y que causaban el desmayo de muchos.
Se exponía á los desaplicados en las puertas o las ventanas que daban á la calle, coronados con unas largas orejas de burro; se les hincaba en medio de sus compa- 
ñeros, con los brazos en cruz y dos pesadas piedras en las manos y granos de maíz en las rodillas por horas enteras; se les obligaba á detenerse en un pie por largo tiempo y se empleaban otros medios parecidos; los pellizcos y los tirones de orejas y estrujones se propinaban con tanta frecuencia que casi ya no se contaban en 
el número de los castigos.
A los alumnos más aventajados se les daba el honor de servir de acólitos en la Catedral Metropolitana.

### Reforma Liberal

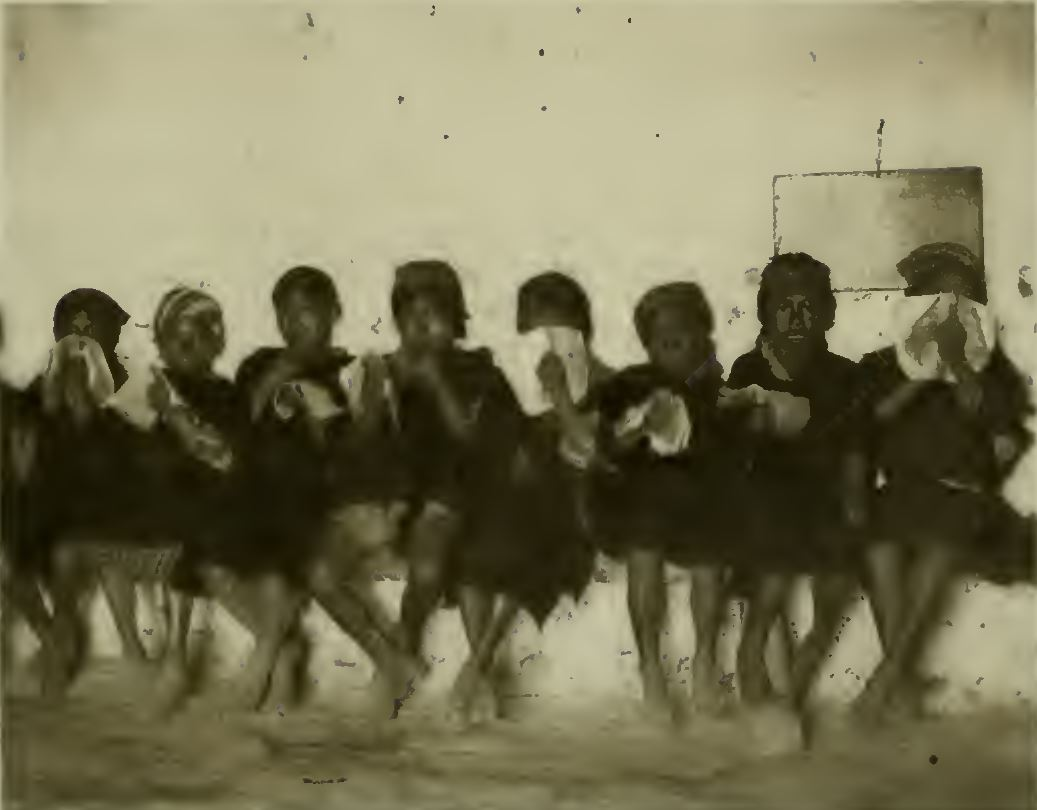
Niños en la escuela de San Antonio Palopó en 1895. Los niños asistían a clases por tres horas diarias, ataviados igual que sus padres, a pesar de que no hablaban español ni el maestro ladino hablaba su lengua indígena. Fotografía de Alfred Percival Maudslay.

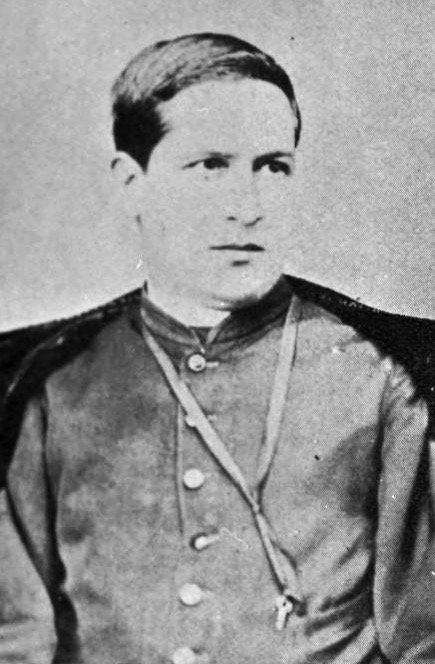
Sacerdote Ignacio Prado. Vicario general de la Arquidiócesis de Guatemala; reinició las actividades del colegio San José de los Infantes y fundó un nuevo seminario en 1897, luego de que se le permitió regresar a Guatemala junto con el arzobispo Ricardo Casanova y Estrada.

Los gobiernos liberales, especialmente el de Justo Rufino Barrios, emprendieron un vasto programa de reformas que abarcaron, entre otros aspectos, a la Iglesia, la economía y la educación. Los siguientes fueron los postulados liberales del gobierno de Barrios:
- Separación definitiva de la Iglesia y del Estado
- Supresión de diezmos y primicias obligatorios, a fin de restarle poder económico al clero secular, el cual dependía de los diezmos y no había sido expulsado del país.
- Extinción de las cofradías
- Instauración del matrimonio civil
- Secularización de cementerios
- Creación del registro civil
- Instauración de la enseñanza laica en todos los colegios de la república
- Instauración de la escuela primaria gratuita y obligatoria
- Reorganización de la universidad, para eliminar los cursos de teología.[18]

Sobre la base de estos preceptos, se expropiaron numerosos bienes a las órdenes del clero regular de la Iglesia católica, ya que era uno de los principales terratenientes y encomenderos conservadores; de esta forma, se eliminaba el poder del clero regular con la expulsión de las órdenes monásticas, se restringía el poder del clero secular y los arzobispos con la eliminación del diezmo obligatorio y los bienes se traspasaban a los líderes liberales.  Los gobiernos liberales expropiaron los siguientes monasterios a las órdenes del clero regular, luego de derogar el Concordato de 1854 en el que el Estado guatemalteco se había comprometido a resguardar la propiedad privada de la Iglesia Católica:
- Colegio y Seminario Tridentino de Nuestra Señora de la Asunción: convertido en el Instituto Nacional Central para Varones
- Colegio Mayor de los Paulinos: convertido en la Escuela Normal Central para Varones y posteriormente en la Escuela Facultativa de Medicina del Centro
- Convento de Belén: convertido en el Sección Normal del Colegio de Niñas
- Convento de la Recolección: convertido en la Escuela Politécnica
- Convento de Santa Teresa: convertido en cárcel de mujeres[23]
- Convento de San Francisco: convertido en cárcel para hombres y cuartel de policía[23]
- Convento de Santo Domingo: convertido en el Conservatorio Nacional de Música[24] y luego en la Dirección General de Rentas Internas[25]
- Escuela eclesiástica de primeras letras «San José de Calazans»: Colegio «El Progreso» y luego la Escuela Nacional de Música y Declamación.[26]

En enero de 1875 se fundó el Instituto Nacional Central para Varones con las mmg asignaturas de gramática y literatura, aritmética, trigonometría y topografía, dibujo lineal, teneduría de libros, física, mecánica, agricultura, historia natural, anatomía, fisiología e higiene, anatomía y fisiología comparadas, filosofía y pedagogía, latín, francés e inglés, derechos y deberes del ciudadano y calistenia; un programa positivista completo.  El movimiento del positivismo afectó a toda la población culta porque estaba dirigido tanto a la escuela primaria como a la secundaria, y la ley disponía que la primera fuese obligatoria, laica y gratuita.  En la Escuela Politécnica se establecieron carreras de topógrafo, ingeniero de minas, ingeniero de montes, agrimensor, arquitecto, telegrafista y tenedor de libros.  El movimiento educativo positivista se completó con la publicación y traducción de importantes obras de texto y con la publicación de periódicos como La educación del pueblo y El Instituto Nacional.
| El despacho de Educación estuvo en manos de los intelectuales hondureños Marco Aurelio Soto y Ramón Rosa, quienes alternaban sus funciones entre el y su despacho de Relaciones Exteriores. El pensamiento de ambos intelectuales liberales, fuertemente anticlerical, quedó reflejado en las reformas liberales en educación y religión en Guatemala, y se resume en estas líneas escritas por Rosa en 1882: «En América, en donde la instrucción popular se difunde con la celeridad de la luz, y en donde no existen, como en Europa, muy arraigados y tradicionales intereses religiosos, que dan poder y privilegios a numerosas clases sociales; en nuestra América, en donde la libertad de conciencia es ya una conquista definitiva: todas, todas las religiones positivas tienen que desaparecer, en no remoto día, con sus artificiosos y contradictorios dogmas, con sus litúrgicos aparatos teatrales, con sus sangrientas historias, con sus egoístas y mal disfrazados intereses mundanos, con sus hipócritas santidades, con sus privilegiadas y ensoberbecidas castas, y con sus execrables tiranías [...]». En 1876, ambos serían instalados por Barrios en Honduras como Presidente y secretario General de Gobierno, respectivamente, y gobernaron hasta 1883 cuando el mismo Barrios atacó a Honduras. En julio de 1875 Barrios extinguió la Pontificia Universidad de San Carlos Borromeo y en su lugar creó la Universidad Nacional de Guatemala, con las Facultades de Jurisprudencia y Ciencias Políticas y Sociales, y Medicina y Farmacia; la ley orgánica y reglamentaria de instrucción pública decretaba que, en esta última, el estudio de la fisiología debía efectuarse de una manera filosófica, con todas las teorías modernas sobre la ciencia y, en cuanto fuese posible, de modo experimental. En 1877 el gobierno fundó la Universidad de Occidente, la cual contaba con la Escuela Facultativa de Derecho y Notario de Occidente. En 1879 fundó la Biblioteca Nacional de Guatemala y las facultades de Ingeniería, Filosofía y Literatura. El plan de estudios de la facultad de Literatura incluía: psicología y lógica, ética e historia de la filosofía, lengua y literatura latina, gramática castellana, literatura española y americana y literatura inglesa y alemana. |

### Gobierno de Estrada Cabrera

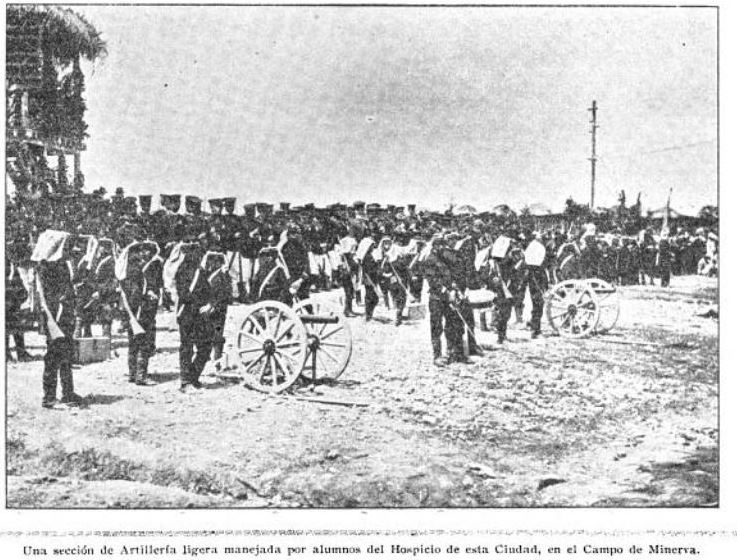
Ejercicios de artillería de los alumnos del Hospicio durante las Fiestas Minervalias de 1907. Toda la educación para varones estaba militarizada por el gobierno de Estrada Cabrera.

El gobierno de Manuel Estrada Cabrera decretó la apertura de las escuelas públicas, cerradas provisionalmente por Reyna Barrios en tanto que se procedía a reorganizarlas, y convirtió a las Escuelas Normales de Reyna Barrios en Escuelas de Oficios. Mediante el decreto emitido 16 de junio de 1900, Estrada Cabrera militarizó todos los centros educativos. Los estudiantes universitarios recibían instrucción militar durante los primeros seis meses del primer año de su carrera.
La educación primaria continuaba dividida en elemental y complementaria; con anterioridad a 1901 solamente existían algunas secciones de Kindergarten anexas a las escuelas primarias, las cuales carecían de orientación moderna que iba tomando la educación parvularia en otras partes del mundo. En 1902 se creó el «Kindergarten Nacional», cuyo objetivo era establecer en la Ciudad de Guatemala una escuela para niños de 4 a 7 años de edad en donde se conglomeren las pequeñas secciones en kindergarten que en existían en los establecimientos nacionales de enseñanza.
La cantidad de estudiantes que tenían acceso a las principales entidades educativas era minúscula; por ejemplo, en la memoria de la Secretaría de Instrucción Pública de 1907, el ministro Ángel M. Bocanegra reporta que en el Instituto Nacional Central para Varones había ciento ochenta y un estudiantes inscritos en secundaria y setenta y dos en primaria, y que se graduaron diecisiete educandos el año anterior. Por su parte, en el Instituto Nacional Central de Señoritas había setenta y nueva estudiantes de secundaria y trescientas cincuenta y cinco de primera, con únicamente diez egresadas de maestras y dos de bachilleres en Ciencias y Letras.  Finalmente, la Escuela Normal Central para Varones tenía dieciséis estudiantes normalistas y ciento veinte estudiantes en las escuelas de aplicación y graduó tan solo a tres maestros.
En la educación departamental, el Instituto de Señoritas de Orienta graduó a cinco maestras y el Instituto de Varones de Oriente graduó a un maestro y a ocho bachilleres.
Por último se menciona la educación superior, la cual estaba en ese entonces adscrita al ministerio bajo su cargo. Bocanegra, en su reporte, informa que la Facultad de Ciencias Jurídicas y Sociales de la Escuela de Derecho y Notariado tenía sesenta y cinco estudiantes, y que graduó a trece; por su parte, la Escuela de Medicina y Farmacia tenía noventa y siete estudiante de medicina y cuarenta y cuatro de farmcia, otorgándo título profesionales a trece médicos y nueve farmacéuticos; el Instituto Dental tenía solamente cuatro estudiantes, y no graduó a ninguno en 1906; la Escuela de Comadronas tenía ocho estudiantes y graduó a dos y, finalmente, la Escuela de Ingeniería tenía catorce estudiantes y graduó a dos en ese año.

#### Escuelas prácticas

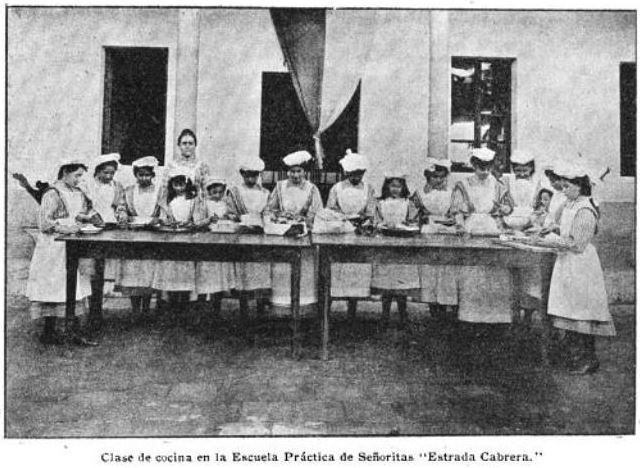
Clase práctica de cocina en la Escuela Práctica para Señoritas «Estrada Cabrera» en 1907.

El gobierno de Estrada Cabrera creó las escuelas prácticas para señoritas y para varones. En la Escuela Práctica para Señoritas «Estrada Cabrera», se enseñaba a las educandas cocina, costura y otras labores domésticas; por su parte, a los varones se les enseñaba carpintería, tipografía, encuadernación, esgrima, equitación, manejo de lanzas, tiro al blanco, natación, calistenia e incluso béisbol.

#### Fiestas Minervalias

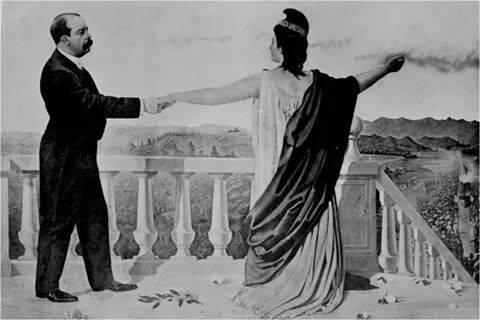
La diosa Atenea muestra a Estrada Cabrera el producto de su labor educativa y le agradece por las Fiestas Minervalias.

El 28 de octubre de 1899 se decretó que se destinara el último domingo de octubre de cada año para la celebración de una solemne fiesta popular en toda la república, consagrada a ensalzar la educación de la juventud. Estas fiestas, conocidas como «Fiestas Minervalias» fueron magníficas y se constituyeron en magnas asambleas para glorificar al presidente; como evidencia quedan los lujosos ejemplares de los Álbumes de Minerva. La idea de estas fiestas fue del secretario de Fomento del gobernante, Rafael Spínola.
Las «Fiestas Minervalias» se conducían en honor a la «Juventud Estudiosa» del país, y eran la principal asamblea propagandística del presidente. Como parte de estas celebraciones, se erigieron templos a la diosa griega Minerva en todas las cabeceras departamentales del país que corrieron por cuenta de los vecinos de cada localidad. Los templos más impresionantes fueron el de Quetzaltenango -tierra natal del presidente- y el de la Capital de Guatemala, el cual fue construido en 1901 y se encontraba donde actualmente se encuentra el Diamante de Béisbol «Enrique Torrebiarte» y a la par del Mapa en Relieve en la zona 2 de la Ciudad de Guatemala.
Las fiestas minervalias contaban con contribuciones de los mejores poetas y escritores nacionales y extranjeros. En 1902 José Santos Chocano escribió un poema llamado «Pro-Minerva» y Rubén Darío otro llamado «Pallas Athenea», ambos dedicados a Estrada Cabrera. Por su parte, el escritor guatemalteco Enrique Gómez Carrillo escribió un artículo celebrando como, mientras otros países celebran fiestas en honor a Marte, en Guatemala se hacían en honor a Minerva y la educación.
Además de las fastuosas fiestas Minervalias, las artes fueron promovidas en el régimen de Estrada Cabrera : por ejemplo, en marzo de 1907, el diario oficial El Guatemalteco publicó una nota en la que se autorizaba la contratación de una compañía de ópera Italiana para trabajar en el teatro Colón, aunque, por otra parte, a raíz del atentado de los cadetes en 1908, Estrada Cabrera mandó a llamar a todos los profesores y los reprendió severamente indicándoles que no iba a tolerar que estuvieran «educando a conspiradores». Los maestros tuvieron que asistir obligatoriamente a esta reprimenda, puesto que fueron enviados por el ministro de Instrucción del presidente.
Fue tal la fama que adquirieron estas fiestas que vinieron visitantes de otros países para aprender de los progresos de Guatemala en materia de educación. Pero se encontraban con que las fiestas eran únicamente propaganda del Gobierno y que en realidad las escuelas eran de escasa calidad y servían únicamente como «semilleros de aduladores». Al final del gobierno de Estrada Cabrera, el analfabetismo alcanzaba el 93 % de la población, debido principalmente a que los campesinos no podían estudiar ya que estaban obligados a trabajar en las fincas de los terratenientes por el «Reglamento de Jornaleros» instituido por Justo Rufino Barrios.

### Gobiernos de José María Orellana y Lázaro Chacón
El proyecto educativo que inició el gobierno de José María Orellana y que tuvo como base fundamental la «desanalfabetización», es decir, la eliminación del analfabetismo, continuó durante el gobierno de Chacón González. El gobierno, al igual que el de Orellana, realizó varios concursos para elegir a los más aventajados estudiantes que culminaban su carrera como maestros y otorgarles una beca que les permitiera continuar sus estudios en otros países convirtiéndose en profesionales de la pedagogía para que, de vuelta a Guatemala, pudieran encargarse de formar a los nuevos maestros.

#### Teosofismo durante el gobierno de Lázaro Chacón
Una serie de pensadores extranjeros estrechamente vinculados a las redes teosóficas latinoamericanas, tuvieron especial influencia en el proyecto educativo guatemalteco. Tal es el caso del mexicano José Vasconcelos, la chilena Gabriela Mistral, el salvadoreño Alberto Masferrer, entre otros.
Alberto Masferrer -pensador salvadoreño que desarrolló un proyecto muy elaborado cuyo objetivo era la transformación de la sociedad- actuó como mediador de la red teosófica en Guatemala, a través de su trabajo intelectual y de sus estrechos lazos familiares que resultaron fundamentales en el gobierno de Chacón, cuando el proyecto tuvo más impulso y un intento serio por ser llevado a la práctica.
La vinculación de Masferrer con Guatemala, producto del matrimonio de su hermana Teresa y el periodista guatemalteco José A. Miranda, se estrechó cuando se creó la Sociedad Vitalista de Guatemala, al tiempo que fundaba en su país el Partido Vitalista de El Salvador. La sociedad vitalista de Guatemala reunía a un amplio grupo de personas simpatizantes de la doctrina del mínimum vital; su trabajo no era solamente la difusión teórica de sus ideas sino la lucha por su aplicación. Entre sus principales proyectos de labor social incluían el establecimiento de una biblioteca pública, la recaudación de dinero para crear un programa de desayunos escolares, la petición que hicieron ante la Asamblea Nacional Legislativa para regular la renta de las bebidas alcohólicas.
Una de las primeras acciones en favor del proyecto educativo fue la reimpresión de dos libros-ensayo en los que Masferrer se adentra en los problemas educativos y sus propuestas de solución:  «Leer y escribir» y «La cultura por medio del libro», de los cuales se hicieron cinco mil ejemplares y se distribuyeron de manera gratuita a través de la Universidad Popular. En 1929, Masferrer visitó Guatemala y terminó su visita en Quetzaltenango en donde se imprimió de otro libro suyo: Dinero maldito que en cierta forma completa el programa educativo que inicia en los anteriores y planea la educación desde la perspectiva moral; todo este recibimiento y apoyo oficial se debía a que, en buena medida, el proyecto social y educativo que estaba intentando llevar a cabo el gobierno guatemalteco estaba basado en la doctrina del mínimum vital.
Desde su perspectiva, toda transformación social pasa primero por el eje educativo porque la condición primaria para transformar las estructuras sociales es conformar una nación o lo que él llama «pueblo». Ningún grupo social puede conformarse como nación si es ignorante y analfabeta, por lo tanto la alfabetización reside en la base de su proyecto. Para Masferrer, es deber del Estado proveer educación, sin embargo, si los gobiernos invierten dinero y esfuerzos en educación y el pueblo sigue siendo ignorante, si tanto esfuerzo es poco productivo, es porque no hay una intervención social. Educación para los niños comprende, según Masferrer, el acceso a la escuela primaria garantizándoles las instalaciones, los materiales, los maestros y en ciertas áreas incluso el desayuno del que muchos de ellos carecen en sus hogares. Y para los adultos la desanalfabetización y a partir de ella el aumento de su nivel cultural por medio de lecturas apropiadas, conferencias, escuelas para adultos (Universidad Popular), etcétera. Como complemento, la educación cívico-moral dirigida a los niños en sus asignaturas escolares y para los adultos en conferencias, cartillas cívicas y, en buena medida, en la educación para la lucha contra el alcoholismo.
En «Dinero maldito» Masferrer concluyó que el dinero que se obtiene de la venta del alcohol está maldito porque está manchado con la sangre de las personas que son presa del vicio del alcoholismo. Los vitalistas pidieron la reducción en el horario de venta de alcohol y en los incentivos publicitarios en los lugares de expendio, pláticas e información escrita sobre los peligros del alcoholismo, clínicas especializadas para tratar el problema y contrarrestar la falta de expendios de alcohol como medios de diversión. Un proyecto educativo no podía prosperar a menos que se atacara el vicio del alcohol.
Para fortalecer y apoyar este proyecto fueron invitados otros personajes a dar conferencias sobre el tema educativo, relevante entre ellos nos parece el presidente de la Sociedad teosófica de la época, Curupumulage Jinarajadasa.
Los planteamientos de Jinarajadasa hacían una crítica al sistema tradicional, memorista, de herencia medieval, y proponía un nuevo sistema basado en el respeto a los intereses y vocación de los estudiantes. Jinarajadasa dictó sus conferencias, principalmente en logias masónicas, pero también fue invitado por miembros de la Asociación El Derecho a dictar una conferencia en la Universidad Nacional.

#### Cambios iniciados en su gobierno
El gobierno de Lázaro Chacón intentó realizar estos cambios en el sistema educativo guatemalteco:
- Decreto 1500 del 3 de mayo de 1927: establecía el Consejo Nacional de Educación con carácter de Cuerpo Técnico Consultivo de la Secretaría de Educación Pública. Sus objetivos eran todos los trabajos técnicos de reforma, organización y reglamentación, relativos a las enseñanzas primaria, normal, secundaria y especial. Una de las primeras tareas del Consejo fue recopilar todas las leyes, que en materia educativa, habían sido dictadas para conseguir su unificación y crear así la «Ley Orgánica de Educación Pública».[30]
- Ley Orgánica y Reglamentaria del Personal Docente de la República de Guatemala: la educación se enfrentaba en estos momentos al grave problema de la falta de maestros calificados. En el gobierno anterior se había hecho el cálculo de unos cuatrocientos cuarenta y cinco maestros titulados, y 2652 maestros empíricos. Para 1927, si bien había habido un aumento, la magnitud del problema no permitía que el cambio fuera significativo. Se calculaba para entonces setecientos veintiocho maestros titulados y 2,856 empíricos. Esta ley orgánica constituyó el antecedente de la Ley de Escalafón que se decretaría años más tarde en el gobierno del doctor Juan José Arévalo. El objetivo de ella era formar categorías entre los maestros, de acuerdo a su tiempo de servicio y aptitudes, y por supuesto, incrementos salariales[f]
- Creó nuevos centros educativos como la Escuela Normal de Maestras para párvulos.
- Creó el Instituto Técnico Industrial con el objeto de tecnificar a los obreros.[31]
- Reabrió la Universidad Nacional: la Universidad había sido cerrada por el gobierno de Orellana para controlar la ola de protestas y descontentos por parte de los estudiantes ante las políticas del gobierno, sobre todo el entreguismo al capital estadounidense. Eso supuso para el gobierno de Orellana la falta de apoyo por parte de la red de intelectuales.[31]
- Dirección general de cultura indígena: el ministro de Educación, Dr. Carlos Federico Mora,[g] fundó esta dirección general para hacerse cargo de la alfabetización.[32]
- Escuela Normal Superior: la reforma a la Ley Orgánica de fecha 11 de mayo de 1929, comprendía la creación de la Escuela Normal Superior y los reglamentos de julio de ese mismo año establecían sus finalidades y su plan de estudios. En el acuerdo de la creación se estableció como requisito esencial, para inscribirse y matricularse en el establecimiento, poseer el título de Maestro de Educación Primaria y al terminar los estudios correspondientes el derecho de obtener el título de Profesor Normal.[16] En su primer año, se inscribieron 44 hombres y 29 mujeres. Un profesor normal tenía derecho para ocupar los puestos siguientes:[16]
- direcciones de Escuelas Normales e Institutos de Secundaria
- cátedras en dichos establecimientos
- jefaturas de secciones en los departamentos escolar y administrativo del Ministerio de Educación Pública
- inspecciones técnicas[h][16]

Muchos de los cambios que el gobierno del general Lázaro Chacón intentó no pudieron llevarse a cabo, principalmente por problemas económicos: a Chacón le tocó, durante su administración, sufrir los primeros embates de la Gran Depresión de 1929.

### Gobierno de Jorge Ubico

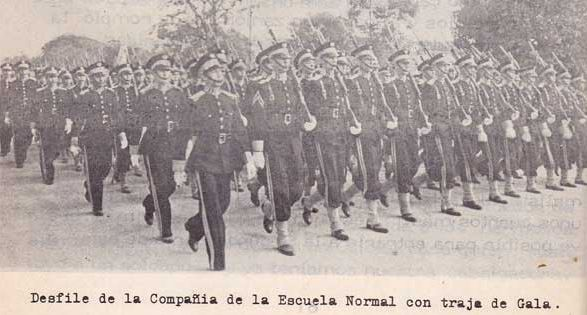
Estudiantes de la Escuela Normal para Varones desfilando el 30 de junio en 1939. En ese tiempo, la escuela estaba militarizada.

Cuando Jorge Ubico tomó la presidencia en 1931, acabó con todas las novedades en materia educativa y dificultó seriamente las condiciones para el magisterio nacional ya que su enfoque principal era mantener la estabilidad económica de Guatemala frente a la Gran Depresión.
Cuando Jorge Ubico tomó la presidencia en 1931, acabó con todas las novedades en materia educativa y dificultó seriamente las condiciones para el magisterio nacional. El proyecto educativo permaneció dormido hasta que fue retomado por el gobierno de Juan José Arévalo -beneficiario de una de las becas que el gobierno otorgó y que le permitió doctorarse en el extranjero-. Arévalo llevó a cabo todos los cambios que Chacón solamente pudo intentar. El pedagogo Luis Martínez Mont, amigo personal de Arévalo y quien había regresado a Guatemala luego de realizar estudios avanzados de psicología infantil en Suiza con el famoso psicólogo infantil Jean Piaget se hizo cargo de la dirección de las escuelas normales del país. Finalmente, Ubico mantuvo la Universidad Nacional dentro de la jurisdicción del Ministerio de Instrucción Pública eliminando incluso la autonomía para elegir sus autoridades y derogó la Ley de Educación impulsada por el presidente Lázaro Chacón.
El 27 de abril de 1932, emitió el Ejecutivo el decreto 1264 por el cual se establecía el pago de cuotas en la enseñanza secundaria normal en especial. El referido decreto aduce razones de carácter económico y considera que "por otra parte, el Estado tiene obligación de costear solo la instrucción primaria, por ser base imprescindible y de suma necesidad para la preparación del pueblo y el ensanche de la cultura nacional.
Aplicó las siguientes medidas:
- Prohibió el trabajo magisterial a la mujer casada.
- Fomentó la delación y el espionaje entre los maestros, tácticas que ya habían sido utilizadas antes en Guatemala, durante el gobierno de Estrada Cabrera.
- Promovió numerosos actos públicos de felicitación al presidente y al Partido Liberal Progresista. En los desfiles marchaban también los maestros portando uniforme al estilo militar y sujetos a una drástica disciplina.[16]
- Redujo las jubilaciones de algunos maestros retirados a cantidades de hasta dos quetzales mensuales, que por ende resultaban insuficientes para subsistir.
- Organizó mediatizadas exposiciones escolares.
- Implantó la educación militarizada en los centros de segunda enseñanza y semimilitarizada en las escuelas primarias. Los centros de segunda enseñanza fueron sujetos a un régimen semimilitar desde el año de 1932, nombrándose como inspectores a militares que tenían generalmente el grado de tenientes capitanes; el inspector general de cada establecimiento tenía un grado que oscilaba entre el de mayor y el de coronel. Los medios disciplinarios que empleaban consistían en arrestos, plantones y expulsiones temporales y definitivas.
- Al principio de su gobierno, debido a los efectos de la Gran Depresión de 1929, pospuso la construcción de nuevas escuelas públicas primarias y la reparación de las ya existentes. No obstante, esto cambió hacia 1943, cuando se fomentó la construcción.
- Invirtió grandes sumas de dinero en miles de uniformes escolares y banderas de colores.
- Promovió concursos atléticos interescolares.[34] La educación física fue objeto de un gran incremento que era por lo general apreciado en los aniversarios de la independencia patria -15 de septiembre- y de la Revolución Liberal -30 de junio-.[16]

En 1939 el ejecutivo dictó un decreto por el cual se disponía la militarización de toda la segunda enseñanza, incluyendo las escuelas normales. Para el efecto fueron nombrados militares de alta graduación como directores de todos los establecimientos y el número de alumnos se redujo a lo que es en lenguaje militar una compañía. Un cuerpo de oficiales tenía a su cargo el mantenimiento de la disciplina, en tanto que los alumnos estaban divididos en soldados, cabos y sargentos.

### Gobiernos revolucionarios

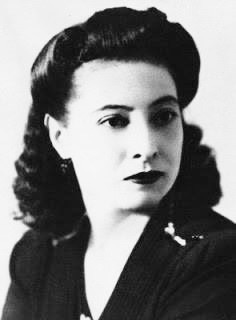
Profesora María Chinchilla Recinos en 1940. Su muerte durante la manifestación del 25 de junio de 1944 precipitó la renuncia del presidente Jorge Ubico.

El proyecto educativo permaneció dormido hasta que fue retomado por el gobierno de Arévalo quien llevó a cabo todos los cambios que Chacón solamente pudo intentar.
Arévalo inició la construcción de la Biblioteca Nacional y del Archivo General de Gobierno -actualmente llamado Archivo General de Centro América del Conservatorio Nacional de Música y la reorganización del Ballet Guatemala, la Orquesta Sinfónica Nacional y del Coro Nacional
En la capital se fundó el Instituto Normal de Señoritas "Centroamérica" (INCA), el Instituto Normal Mixto "Rafael Aqueche", el Instituto Normal Mixto Nocturno, la Escuela Normal Rural Alameda y de las Escuelas Tipo Federación. El número de alumnos aumentó en gran medida en los establecimientos ya existentes.
En 1944 funcionaban trece centros oficiales de educación secundaria y normal en que se atendían 1861 alumnos. En 1954, el número de escuelas había ascendido a veintidós y el número de alumnos que se atendía fue elevado a 7098, que significa un incremento del 281%. Este aumento significa que se amplió de manera considerable la formación de maestros, y que el número de aspirantes a ingresar a la Universidad también se había elevado a una cifra sin precedentes.
Durante el periodo presidencial del Coronel Jacobo Arbenz Guzmán se siguió con la misma tónica educativa que en el gobierno de Arévalo. Durante el Gobierno de Arbenz se incrementó en gran manera la educación rural y la alfabetización. Se incrementó la educación prevocacional. El plan inicial de l la Escuela Normal Rural se extendió con la regionalización de las escuelas rurales de las cuales se fundaron seis en distintos rumbos del país. Los postulados pedagógicos de la revolución se mantuvieron vigentes por 10 años cuando se dio a la educación un carácter democrático desde los jardines de niños a la Universidad, surgieron: el periodismo escolar, el autogobierno y las asociaciones de estudiantes se generalizaron en todas las escuelas secundarias. El anteproyecto de la Ley Orgánica de 1952 instaló un moderno sistema educativo acorde con la realidad pedagógica del país. Este estatuto no tuvo vigencia total.
La educación mantuvo el carácter de laica, gratuita y obligatoria para un mínimo de escolaridad. Las guarderías infantiles proliferaron y los niños huérfanos y desamparados fueron atendidos con sistemas modernos. Se permitió al magisterio organizarse sindicalmente, fundándose el STEG. (sindicato de trabajadores de la educación en Guatemala). El STEG tuvo como contraparte al Colegio de Maestros, el cual era totalmente opuesto a la sindicalización del magisterio nacional.  El máximo dirigente del STEG fue el profesor Víctor Manuel Gutiérrez Garvín -miembro del entonces legalizado Partido Guatemalteco del Trabajo de orientación comunista- aunque él no era de la línea prosoviética estalinista estalinista de los dirigentes del PGT. La capacidad dirigencial de sus directivos, posibilitaron que el STEG llegara a ser la más poderosa organización sindical del período y que sus planteamientos fueran esencialmente políticos.
En 1953 se graduaron cuatrocientos cuarenta maestros de educación primaria urbana y veintisiete de educación rural, cifras que si son comparadas con los ciento setenta maestros que se graduaron en 1944 representan un aumento del 147%. Tanto el gobierno de Arévalo como el de Arbenz buscaban una solución gradual a la falta de maestros en el país, y habían empezado a poner énfasis en la formación de maestros rurales.
A partir de 1953, se crearon las escuelas pre-vocacionales -de carácter experimental-, cuyo nivel era anterior a la preparatoria universitaria, a la normal y a las carreras técnico-vocacionales.
Con la llegada al poder de la Contrarrevolución junio de 1954, casi todas las organizaciones sindicales fueron proscritas, según Decreto n.º 21 del 16 de julio de 1954 de la Junta de Gobierno liberacionista. Varios dirigentes magisteriales departamentales fueron encarcelados, otros fueron expulsados del país y más de 3,000 maestros fueron destituidos de sus puestos. Desaparece pues, el STEG, aunque su personería jurídica mantuvo vigencia pues la Liberación no la dejó sin efecto.

### Tras la Liberación Nacional
El decreto 27 del gobierno liberacionista suspendió el escalafón magisterial y facultó a los gobernadores departamentales, de acuerdo con los vecinos leales al Movimiento de Liberación Nacional, para que nombrasen y destituyesen maestros. Los despidos no se hicieron esperar: entre agosto de 1954 y abril de 1955 fueron destituidos dos mil doscientos treinta y seis docentes.
Como parte de la política macartista del nuevo gobierno hubo cierre o suspensión de centros educativos Gran parte de la generación de artistas de ese período se perdió culturalmente al dispersarse o abandonar el arte y desaparecieron las bibliotecas mínimas y las bibliotecas móviles. Numerosas publicaciones fueron destruidas por considerarlas comunistas; por la misma razón el gobierno suprimió las revistas El Maestro y Guatemala y la revista infantil Alegría. Esta nueva política también suprimió las misiones ambulantes de Cultura Inicial y otros programas de educación popular y canceló la Campaña Nacional de Alfabetización. El impulso a la educación parvularia y de la educación popular quedó detenido.

#### Resurgimiento de la educación eclesiástica
la Iglesia Católica recuperó parte del poder que había tenido durante el gobierno conservador del Rafael Carrera en el siglo XIX; así pues, la educación religiosa privada tuvo un auge a partir de 1955, con la fundación de varios colegios elitistas para varones los cuales absorbieron a los estudiantes de élite que anteriormente hubieran atendido clases en las instituciones gubernamentales laicas como el Instituto Nacional Central para Varones, Escuela Normal para Varones o el Instituto Normal Central para Señoritas Belén.
Aunque el Arzobispo de Guatemala, Mariano Rossell y Arellano publicara un escrito respecto a que la Iglesia Católica no buscaba privilegios en su lucha contra el gobierno de Arbenz, consiguió que el gobierno del coronel Castillo Armas incorporara en la Constitución de 1956 lo siguiente:
- la capacidad jurídica de la Iglesia Católica -y las de todos los otros cultos- para adquirir, poseer y disponer de propiedades, siempre y cuando se destinen para fines religiosos, de asistencia social o a la educación.[43]
- que se declarara optativa la educación religiosa en locales oficiales: en el artículo 97 de la Constitución se indica que la ley regularía lo relativo a la enseñanza religiosa en locales oficiales y que el Estado no la impartiría pero la declaraba optativa. También garantiza la libertad de enseñanza en todos los otros establecimientos.[44]
- que el Estado contribuyera al sostenimiento de la educación religiosa: en el artículo 111 se indica que las instituciones privadas que impartan educación gratuita serán exoneradas de determinados impuestos fiscales y municipales en compensación por sus servicios.[45]
- que se declarara la posibilidad de que hubiese universidades privadas en Guatemala, siempre y cuando sus actividades académicas y títulos fueran aprobados por la Universidad de San Carlos de Guatemala.[46]

Ese año también se emitió la Ley Orgánica de Educación Nacional, con carácter anticomunista. Dicha ley debilitó la coordinación de las instituciones educativas; el 25 de febrero de 1956 se establece la nueva ley, contenida en el Decreto Gubernativo 558 que consolidó los dos ciclos de que se compone la educación media: el pre-vocacional y el diversificado denominándolo ciclo de cultura general en 1958. De esta ley surgieron los institutos básicos por cooperación y los institutos básicos con orientación ocupacional.
El seminario de maestros de escuelas normales rurales tuvo lugar del 3 al 12 de enero de 1956 en la Escuela Normal Rural de la Alameda "Dr. Pedro Molina"; en este seminario los participantes examinaron los objetivos de la educación rural, la estructura y organización de los establecimientos de esta índole, la conveniencia de reformar el plan de estudios que regía las escuelas normales rurales del país, y reconocieron la necesidad de una educación para la salud, el aprovechamiento de las horas libres y la educación para la recreación.
En 1957 el Consejo Técnico del Ministerio de Educación creó el departamento de Orientación Escolar y Vocacional, con el propósito de mejorar la formación de los educandos.

#### Descuido sistemático de la educación pública
A partir de la década de 1960 se fue descuidando paulatinamente la educación pública en el país; instituciones que antiguamente habían sido rectoras de la educación media de Guatemala como el Instituto Nacional Central para Varones o la Escuela Normal para Varones fueron perdieron su prestigio aceleradamente, al punto que para la década de 1980 eran más reconocidos por su participación en protestas contra el gobierno que por sus logros académicos.
En 1985, durante el gobierno de Oscar Humberto Mejía Víctores cobró una fuerza considerable la Coordinadora de Estudiantes de Educación Media -CEEM-, formada por esstudiantes del Instituto Nacional Central para Varones, el Instituto Normal Central para Señoritas Belén y el Instituto Rafael Aqueche. Para entonces, las élites se habían retirado de estos institutos educativos localizados en el centro histórico de la Ciudad de Guatemala y los estudiantes de los mismos ahora eran de las áreas medias y bajas de la ciudad. La CEEM organizó masivas protestas en septiembre de 1985 en contra del alza de los precios de los transportes públicos. Al menos diez personas murieron en la Ciudad de Guatemala en la oleada de disturbios urbanos más extensos desde las protestas contra el gobierno de Fernando Romeo Lucas García en agosto de 1978. Los disturbios se iniciaron con manifestaciones populares contra el alza del precio del transporte público pero luego se generalizaron contra la situación económica que vivía el país en ese momento. Incendio de autobuses urbanos, toma de calles y manifestaciones masivas que resultaron en destrozos de la infraestructura pública ocurrieron casi todos los días.[cita requerida]
El gobierno respondió con tres mil soldados del Ejército, apoyados por blindados ligeros, y con fuerzas del pelotón antimotines de la Policía Nacional, quienes fueron desplegados en áreas céntricas y periféricas de la ciudad. También, la noche del 3 de septiembre la Universidad de San Carlos de Guatemala fue ocupada militarmente y se dijo que en su interior se encontró un polígono de tiro subterráneo y propaganda subversiva. Varios centenares de personas fueron detenidas y el general Mejía Víctores se dirigió al país mediante una alocución radiotelevisada en la que anunció medidas para atajar la agitación social reinante. El general Mejía anunció el cierre de centros docentes hasta nuevo aviso y la congelación de precios de los artículos de consumo; al final, como parte de la solución del proceso se otorgó un bono estudiantil para que los estudiantes de educación primaria y media se transportaran gratuitamente en los buses urbanos.
Pero los maestros continuaban en huelga; para disolver el movimiento ya que había paliado la situación con los estudiantes, Mejía Víctores ofreció Q50 de aumento, que el magisterio inicialmente rechazó, pidiendo que dicha cantidad fuera sumada a la base y no a la bonificación, lo cual enfureció a Mejía Víctores y a la entonces ministra de Educación, Aracely Samayoa de Pineda, quien mostraba pasividad ante el movimiento.   Ante esto, Mejía Víctores emitió el 24 de septiembre de ese año el Acuerdo 685-85, sobre promoción automática de grado, y anunció en cadena nacional que el ciclo lectivo terminaba el 25 de septiembre, a las 8 horas.
Los maestros, que habían estado en asamblea permanente en el Instituto Nacional Central para Varones, pidieron que no se aplicara dicha medida, y advirtieron que no entregarían registros de calificaciones de los alumnos hasta que el Ejecutivo diera marcha atrás con dicho acuerdo; pero el 3 de octubre, Mejía Víctores rompió el diálogo con los maestros y manifestó que no derogaría el acuerdo 865-85, y además advirtió que el Gobierno no estaba en disposición de otorgar más de Q50 de aumento. La Asociación de Periodistas de Guatemala (APG), que sirvió de intermediaria entre el gobernante y los maestros, vio frustrado su intento de conciliar a ambas partes debido a que Mejía Víctores fue recalcitrante y dijo que el diálogo se había roto, y que la promoción automática estaba en marcha, declarando en forma tajante: «No será derogado tampoco el acuerdo gubernativo que da lugar a la promoción automática de los estudiantes».
Respecto de los graduandos, la ministra de Educación mostró los títulos que serían otorgados, los cuales eran similares a los entregados en años anteriores; pero para que la disposición fuera acatada, Samayoa de Pineda ordenó a los supervisores que todos los cuadros finales de evaluación llevaran un sello que decía «Promovido según Acuerdo 685-85». El Magisterio se mostró indignado ante la disposición del jefe de Estado, pero tuvo que aceptar la promoción por decreto y retornar a sus bases prácticamente con las manos vacías.
Tras una nueva huelga que fracasó, esta vez contra el gobierno del presidente Marco Vinicio Cerezo Arévalo en 1989, el magisterio guatemalteco perdió su fuerza y prestigio y sus principales líderes sindicales obedecen más a intereses políticos que sociales.

### Educación universitaria
Luego de iniciada la colonización en el siglo xvi se comenzaron a fundar las primeras universidades por órdenes Reales y Pontificias en diversos puntos de lo que hoy es Latinoamérica. Las universidades eran principalmente de orientación teológica.
El primer obispo de Guatemala, Francisco Marroquín, envió al Monarca Español una carta en 1548, en que solicitó la fundación de una universidad en la Ciudad de Guatemala, esta solicitud no tuvo respuesta. Hacia el final de su vida,  en 1562, Marroquín decidió dejar en su testamento un caudal para fundar un colegio, el de Santo Tomás de Aquino, en donde se impartieran cátedras de gramática, artes o filosofía y teología. Los beneficiarios de esta obra pía sería los hijos de españoles pobres, ya que estos no podían trasladarse a ciudades donde había universidades reales, como México. La heredad del obispo ha sido interpretada también como el origen de la universidad. Sin embargo, el prelado tenía muy clara la diferencia entre un colegio -residencia de estudiantes, con o sin cátedras- y un a universidad o Estudio General, donde se otorgaban grados. Al respecto, el historiador John Tate Lanning afirma que: «Este testamento es tan bien conocido que algunos que ni siquiera lo han visto han leído en él muchas cosas que no están allí. En ninguna parte menciona Marroquín una universidad, mucho menos declara intención de establecer alguna...» Lo que sí está documentado es que el alcalde Pedro Crespo Suárez al morir, donó 20,000 pesos para la institución de cátedras de la universidad «que se está gestionando».
Los jesuitas se interpusieron a la fundación de la Universidad, ya que no les parecía que las órdenes regulares de los mercedarios, franciscanos y dominicos tomaran la iniciativa en cuestiones religiosas y educativas. Después de varias décadas, alegatos y peticiones, el rey Carlos II expidió una real cédula, con fecha de 31 de enero de 1676, que dio licencia a la capital del Reino (situada entonces en la Antigua Guatemala) para fundar una universidad real o Estudio General, como también se les denominaba a este tipo de instituciones. Esta sería la tercera universidad real y pública de la América hispánica, y la segunda en la Nueva España. Después de un conflictivo proceso de organización, cinco años después de expedida la cédula real, la Universidad de San Carlos inició las lecciones de cinco de sus nueve cátedras, el 7 de enero de 1681, con más de sesenta estudiantes matriculados y siendo el Rector el Doctor José de Baños y Soto Mayor, arcediano de la catedral, Predicador del Rey de España y Doctor de la Universidad de Osuna. La universidad fue inaugurada bajo el patrocinio de San Carlos Borromeo, dictando sus estatutos don Francisco Saraza y Arce, copia de los de México que, a su vez, eran adaptación de los de la Universidad de Salamanca en España.
Algunos de los catedráticos electos no tomaron posesión de sus sillas, debido a sus ocupaciones como procuradores y su pronta salida del reino, otros porque consideraron que su nueva categoría, como "interinos" y no como "propietarios" de la cátedra, no eran digna de su prestigio, y uno más, el catedrático de medicina, nunca llegó a Guatemala porque se encontraba en la Real Universidad de México leyendo otra cátedra.
La constitución universitaria exigía la libertad de cátedra, asimismo obligaba a que se leyesen doctrinas filosóficas contrarias para motivar la dialéctica y la discusión de ideas.
Las primeras cátedras de la Universidad de San Carlos fueron:
- Cánones
- Leyes
- Medicina
- Teología Escolástica
- Teología Moral
- Dos cursos de lenguas

La universidad San Carlos de Guatemala recibió la aprobación papal por bula del 18 de junio de 1687, 10 años después de su fundación y 6 años después de que comenzaran las clases.

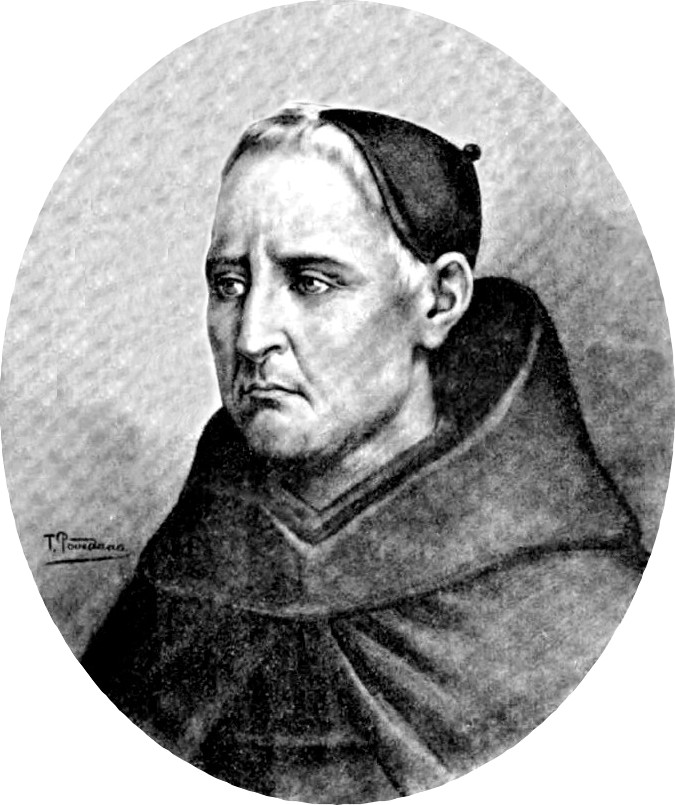
Fray José Antonio de Liendo y Goicoechea, fraile franciscano, reformó la educación en la Universidad de San Carlos. Fue profesor de todos los líderes de la Independencia de Centroamérica.

En 11 de julio de 1,717, treinta años después de su aprobación papal, se presenta el primer candidato de Doctor en Medicina, Vicente Ferrer González. El siguiente doctor, Pedro Palacios y Cóbar se presentó a examen dieciséis años después; cuarenta y siete años después de este se presentó a examen el insigne doctor José Felipe Flores.
El franciscano José Antonio de Liendo y Goicoechea a finales del siglo xviii, reformó la educación de la Universidad al introducir la ciencia —química, física, anatomía y matemática— y la tecnología de su época.

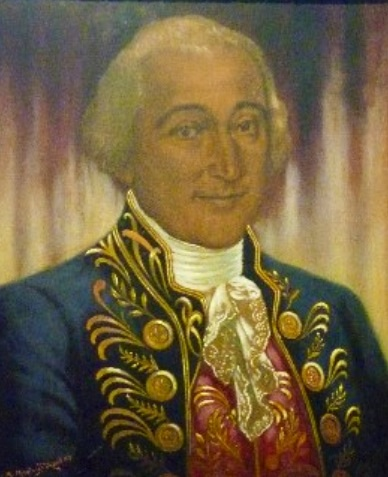
Dr. José Felipe Flores, eminente médico (1751-1814). Llegó a ser protomédico de la Capitanía General de Guatemala y médico personal del Rey de España.

Después de los terremotos de 1751, se renovaron muchos edificios y se construyeron numerosas estructuras nuevas en la ciudad de Santiago de los Caballeros de Guatemala, de tal modo que para 1773 daba la impresión de que la ciudad era completamente nueva. La mayoría de las casas particulares de la ciudad eran amplias y suntuosas, al punto que tanto las puertas exteriores como las de las habitaciones eran de madera labrada y las ventanas eran de finos cristales y tenían portales de madera labrada. Era frecuente encontrar en las residencias pinturas de artistas locales con marcos recubiertos de oro, nácar o carey, espejos finos, lámparas de plata, y alfombras delicadas. Y los templos católicos eran magníficos: había 26 iglesias en la ciudad, y 15 ermitas y oratorios; la catedral, era la estructura más suntuosa: tenía tres espaciosas naves, con dos órdenes de capillas a los lados, con enormes puertas de acceso que eran labradas y doradas,. Los principales edificios públicos de la ciudad no se quedaban atrás en lujo y ostentación: el Palacio de los Capitanes Generales, el Palacio Arzobispal, la Casa de Cabildo y la Casa de Moneda. Asimismo estaba la Real Universidad de San Carlos, dos seminarios de niños, un seminario de niñas, la Real aduana, ocho conventos de monjes y cinco de monjas, tres beaterios, dos hospitales, dos cárceles de varones y una de mujeres.
La Real y Pontificia Universidad de San Carlos, reconocida en todo el Reino de Guatemala por el notorio nivel académico de sus estudiantes, estaba conformada por ocho preceptores que regenteaban las cátedras en las diversas facultades y tres rectores: dos franciscanos y un dominico.
Los Terremotos de Santa Marta de 1773 destruyeron la capital del reino de Guatemala y el capitán general Martín de Mayorga decidió el traslado de la capital a un nuevo solar. Las autoridades universitarias se opusieron al traslado a una nueva ciudad, debido a que todos los bienes de la institución estaban en la antigua capital del reino, y un traslado significaría una considerable pérdida económica; el edificio de la Universidad y Colegio Tridentino, construidos por el Dr. Juan González Batres sufrió pocos daños, los cuales se pudieron reparar. El único peligro que tenía la estructura era la pared sur de la Catedral, apenas del otro lado de la calle, y que había quedado inclinada hacia la Universidad.
No obstante, el Capitán ordenó el traslado a la capital y en 1776 la universidad empezó la enseñanza en la Nueva Guatemala de la Asunción. Como no disponía de bienes en la nueva ciudad, la Universidad requirió de donaciones para construir un nuevo edificio, el cual quedó a medias cuando sobrevino la independencia en septiembre de 1821.
Tras la Independencia de América Central en 1821 la Universidad de San Carlos Borromeo quedó en una situación precaria, ya que su nuevo edificio estaba en construcción y el ambiente político de la región centroamericana era muy inestable. Tras la derrota de los conservadores y expulsión de las órdenes regulares, en 1834, siendo Jefe del Estado de Guatemala el doctor Mariano Gálvez, se creó la Academia de Ciencias en el Estado, sucesora de la Universidad en Guatemala, eliminando la educación religiosa completamente, e implantando la enseñanza de Álgebra, Geometría, Trigonometría y Física; y también se comenzaron a otorgar títulos de Agrimensores. La Academia de Ciencias funcionó hasta 1840, año en que con el triunfo de los conservadores y bajo el gobierno de Rafael Carrera volvió a transformarse en Universidad teológica y se llamó «Universidad Nacional de Guatemala».
La Revolución de 1871, la derrota de los conservadores hizo tomar un rumbo distinto a la enseñanza técnica superior: nuevamente se expulsaron las órdenes regulares y se confiscaron sus bienes y la educación tomó un carácter laico que perduró hasta 1944. Se fundó la Escuela Politécnica en 1873 para formar ingenieros militares, topógrafos y de telégrafos, además de oficiales militares; por su parte en la Universidad Nacional las unidades académicas se transformaron hasta haber únicamente dos Escuelas Facultativas:
- Escuela Facultativa de Derecho y Notariado
- Escuela Facultativa de Medicina y Farmacia

En 1877, Justo Rufino Barrios fundó la Universidad de Occidente, la cual contaba con la Escuela Facultativa de Derecho y Notario de Occidente..
El gobierno de Manuel Estrada Cabrera maniató la educación superior: en abril de 1899 la Asamblea Legislativa envió al presidente un decreto declarando la autonomía de la Universidad Nacional para elegir a sus autoridades; Estrada Cabrera respondió a la Asamblea que dicho decreto no procedía porque «[...] no cabía la autonomía de las Facultades ya que el Estado proveía a su sostenimiento y manejo en todo sentido [...] por lo que eran dependencias oficiales del gobierno [...]»}}
Así entonces, las Facultades de la Universidad siguieron dependiendo del Ejecutivo completamente (lo cual se había iniciado en 1893 por decreto de Reyna Barrios). El secretario de Instrucción Pública incluía a las Facultades de educación superior en su reporte anual a la Asamblea Legislativa, y el presidente designaba a los docentes de las mismas. En ese tiempo, las Escuelas Facultativas eran:
- Escuela de Derecho y Notariado (70 estudiantes)
- Escuela de Medicina y Farmacia (150 estudiantes)
- Instituto Dental (5 estudiantes)
- Escuela de Comadronas (10 estudiantes)
- Escuela de Ingeniería (15 estudiantes)

### Universidad popular
Esta institución, fundada en 1922, estaba encargada de la educación popular, indispensable para sentar las bases de una nueva era educativa. Durante el gobierno de Chacón, sobre todo los primeros años, recibió apoyo e impulso económico y se convirtió en la principal propulsora de los nuevos cambios. Distribuyó libros publicados por el gobierno, abrió sus puertas para que conferencistas nacionales y extranjeros, disertaran temas sobre educación y promovió una campaña, apoyada también por el oficial Diario de Centroamérica a favor de la desanalfabetización.
La Universidad Popular pretendía promover la participación de profesionales, quienes habían sido educados y colocados en la posición privilegiada en la que se encontraban con el dinero del Estado, y quienes, por lo tanto, debían devolverlo en efectivo o con su trabajo. De esta manera, profesionales de varias áreas impartieron clases ad honorem.
Los objetivos fundacionales de la Universidad Popular en Guatemala se centraban en los tres aspectos fundamentales del problema educativo:
1. Enseñar a leer y escribir.
2. Enseñar el círculo de conocimientos generales a aquellas personas que por circunstancias de la fortuna no habían podido adquirirlas.
3. Difundir en el pueblo las nociones más importantes de higiene, de instrucción cívica y moral, para obtener un mejoramiento en las condiciones físicas y espirituales de la gran masa.[q][60]

La institución fue cerrada en 1932 por el gobierno del general Jorge Ubico y no fue sino hasta 1945 cuando el presidente Juan José Arévalo -uno de sus otrora profesores ad honorem- la reabrió.
Los estudiantes de la generación del 20 hicieron contribuciones notables a Universidad Popular, pero es importante destacar que las opciones para colocarse, ascender y publicar en Guatemala de entonces eran limitadas, ya que la vieja guardia de escritores e intelectuales esperaba de las generaciones jóvenes deferencia y respeto; ante esa situación la generación del 20 trató de ampliar el mercado cultural, creando la Universidad Popular en 1922 para aumentar la instrucción del obrero guatemalteco y acercándose al socialismo para criticar el orden establecido. La cuestión social del indígena guatemalteco y el papel que debía jugar la educación como una vía de redención de los ectores populares fueron dos de los ejes principales de los estudiantes y profesionales jóvenes en la década de 1920.  Este compromiso con los intereses de los obreros e indígenas fue únicamente una estrategia para colocarse políticamente en la esfera pública; la Generación del 20 compartía con la vieja guardia liberal cabrerista desprecio y temor por las culturas populares. Esto fue evidente a medida que los jóvenes escalaron puestos en la jerarquía estatal, ya que poco a poco fueron abandonando su ideario radical e incluso hubo algunos que colaboraron con las dictaduras subsiguientes,, especialmente la del general Jorge Ubico Castañeda.

## Estructura e integración
La estructura del sistema educativo nacional se integra por los siguientes componentes, según el artículo 5 de la ley respectiva:
1. El Ministerio de Educación
2. La Comunidad Educativa
3. Los Centros Educativos

### Ministerio de Educación
El Ministerio de Educación es la institución del Estado responsable de coordinar y ejecutar las políticas educativas, determinadas por el Sistema Educativo del país. En lo respectivo a la Ley de Educación Nacional todo lo relacionado con el funcionamiento del ministerio dentro del sistema está regulado desde el artículo 8 al 16. El ministro de Educación es la máxima autoridad del ramo y junto con el Consejo Nacional de Educación es el encargado establecer las políticas educativas del país y todo lo relacionado con la misma. El Consejo de Educación Nacional es un órgano multisectorial educativo encargado de conocer, analizar y aprobar conjuntamente con el ministro de Educación, las principales políticas, estrategias y acciones de la administración educativa, tendientes a mantener y mejorar los avances que en materia de educación se hubiesen tomado.

### Comunidades educativas
Es la unidad que ínter relacionando los diferentes elementos participantes del proceso enseñanza aprendizaje coadyuva a la consecución de los principios y fines de la educación, conservando cada elemento su autonomía. Se integran por educandos, padres de familia, educadores y las organizaciones con fines educativos. Su fundamento son los artículos 17 y 18 de la ley respectiva.

### Centros educativos
Los centro educativos son establecimientos de carácter público, privado o por cooperativa, a través de los cuales se ejecutan los procesos de educación escolar. El fundamento para los centros públicos, privados o por cooperativas son los artículos desde el 19 al 27 de la respectiva ley. Estos centros están integrados por los educandos, los padres de familia, los educadores y el personal técnico, administrativo y de servicio.
Ahora bien, el sistema de educación nacional se conforma por dos subsistemas de acuerdo al artículo 6, así:
1. Subsistema de Educación Escolar.
2. Subsistema de Educación Extra-escolar o Paralela.

### Subsistema de Educación Escolar
Para la realización del proceso educativo, en los establecimientos escolares, está organizado en niveles, ciclos, grados y etapas en educación acelerada para adultos, con programas estructurados en los currículos establecidos y los que se establezcan, en forma flexible, gradual y progresiva para hacer efectivos los fines de la educación nacional.
1. Primer nivel: Educación inicial.
2. Segundo nivel: Educación pre-primaria (Párvulos 1, 2, y 3).
3. Tercer nivel: Educación primaria (primero al sexto grado y educación acelerada para adultos de la primera a la cuarta etapa).
4. Cuarto nivel: Educación media (ciclo de educación básica y de educación diversificada).

#### Educación pre-primaria

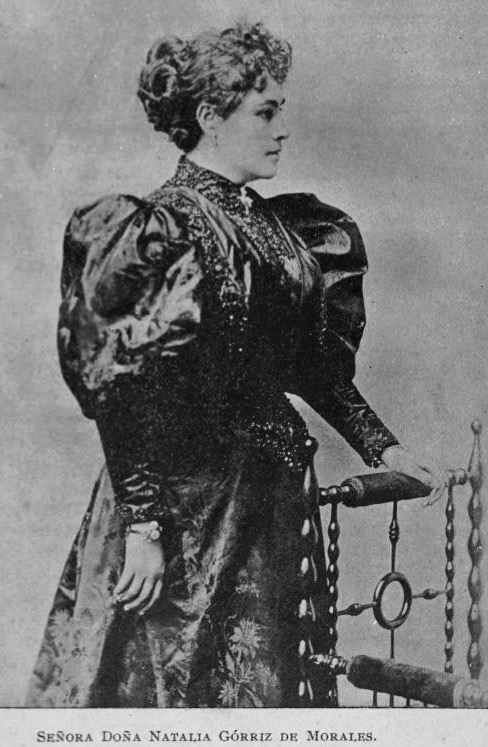
Profesora y escritora Natalia Górriz de Morales en 1896. Fue pionera de la educación de maestras de primaria y pre-primaria en Guatemala.

La educación infantil en Guatemala se inició en 1875, cuando la educadora suiza Matilde Wealuer formó un kindergarten anexo al Colegio Nacional de niñas, que posteriormente fue convertido en el Instituto Normal Central para Señoritas Belén. Poco después se organizaron secciones anexas a algunas escuelas primarias, llamadas «grados preparatorios» y se crearon el Kindergarten Nacional N.º 1 y el Kindergarten Nacional N.°2. En cuanto a la formación de maestras especializadas en nivel parvulario, esta se inició formalmente el 28 de junio de 1928 y su primer plan de estudios incluía: Fundamentos del Método Parvulario, psicología del niño, música, dibujo, trabajo manual y juegos educativos. Entre los primeros catedráticos que sirvieron gratuitamente estaban: Natalia Górriz de Morales, Edelberto Torres, Jorge Luis Amoli y Yolanda Von Kaenel de Argueta.
Este nivel constitucionalmente no es obligatorio, pero igualmente se imparte en tres modalidades: 1) la modalidad parvulario, 2) la pre-primaria bilingüe y 3) pre-primaria acelerada. Las dos primeras están conformadas por un ciclo de 3 años, donde la promoción es automática entre los años. La única diferencia entre estas dos modalidades es que la primera se da en castellano sin importar el idioma materno del estudiante y la segunda se desarrolla en el idioma materno del estudiante y se enfoca en desarrollar la interculturalidad. La tercera modalidad es una alternativa para aquellos niños que no cursaron ninguna de las dos primeras modalidades, usualmente los niños más pobres, y se imparte en 35 días. El objetivo de este nivel es desarrollar el adiestramiento necesario para ingresar a primero primaria cómo también habilidades de socialización.
Los estudiantes son promovidos automáticamente, pasan al siguiente nivel (primero primaria) al cumplir, como mínimo, 6 años con 6 meses al iniciar el período lectivo (Artículo 22, Acuerdo Ministerial 1171-2010).

#### Educación primaria
La educación primaria es obligatoria para la población entre 7 y 14 años, está conformada por dos ciclos. El primero es de educación fundamental y el segundo de educación complementaria. Los contenidos que se imparten en primaria están regidos por el Currículo Nacional Base (CNB), que define un 80% de lo que se debe de impartir a nivel nacional, el otro 20% corresponde a los contenidos locales y regionales. El CNB define las áreas y subáreas, como las competencias que los estudiantes deben alcanzar por ciclo y grado. Finalmente también presenta propuestas de indicadores de logro que permiten observar si el estudiante ha alcanzado las competencias por grado.
Ciclo de educación fundamental:
- 1.º. Primaria (7-8 años)
- 2.º. Primaria (8-9 años)
- 3.º. Primaria (9-10 años)

Ciclo de educación complementaria:
- 4.º. Primaria (10-11 años)
- 5.º. Primaria (11-12 años)
- 6.º. Primaria (12-13 años)

La aprobación de las áreas y subáreas es si los estudiantes logran una nota mínima de 60 puntos de 100. Y la promoción entre cada grado se da si el estudiante logra aprobar todas las áreas y subáreas que recibió en el grado. En la primaria como en la pre-primaria existe un profesor de grado, que imparte la mayoría de las áreas y subáreas, las únicas áreas que pueden tener un profesor diferente son: educación musical, educación física.

##### Educación secundaria
La educación básica abarca lo que es la educación secundaria o también llamado Ciclo de Cultura General Básica, abarca los grados de:
- 1.º. Básico (13-14 años).
- 2.º. Básico (14-15 años)
- 3.º. Básico (15-16 años)

También se le llama educación media. Una vez finalizada la etapa de Educación Básica se continua con el Ciclo Diversificado.

##### Ciclo diversificado
El ciclo del diversificado o como se le conoce en Guatemala: carrera, dependiendo de la carrera puede durar dos o tres años. Los grados son:
- 4.º. Diversificado (16-17 años).
- 5.º. Diversificado (17-18 años).
- 6.º. Diversificado (18-19 años).

Las carreras que más se estudian o comunes en Guatemala son:
- Magisterio para párvulos.
- Secretariado Bilingüe.
- Perito Contador.
- Bachillerato en Ciencias y Letras.
- Bachillerato en Computación.

### Subsistema de Educación Extra-escolar o Paralela
El subsistema de educación extra-escolar o paralela es una forma de realización del proceso educativo que el Estado y las instituciones proporcionan a la población que ha estado excluida o no ha tenido acceso a la educación escolar y a las que, habiéndola tenido, desea ampliarlas.
La educación extra-escolar o paralela tiene las características siguientes:
a) Es una modalidad de entrega educacional enmarcada en principios didáctico-pedagógicos.
b) No está sujeta a un orden rígido de grados, edades ni a un sistema inflexible de conocimientos.
c) Capacita al educando en el desarrollo de habilidades y destrezas, hacia nuevos intereses personales, laborales, sociales, culturales y académicos.

## Función fundamental
La función fundamental del sistema educativo es investigar, planificar, organizar, dirigir, ejecutar y evaluar el proceso educativo a nivel nacional en sus diferentes modalidades.

## Otros estudios
Hay otras instituciones como el Instituto Técnico de Capacitación y Productividad más conocido como INTECAP el cual imparte no solo carreras o cursos especializados en Computación sino también aquellas enfocadas en las áreas industriales como: Electricidad, Mecánica Automotriz, Repostería y Cocina, entre otras. Además, hay colegios especializados en Diplomados Técnicos.

## Educación universitaria
La educación terciaria se encuentra bajo la rectoría de la Universidad de San Carlos de Guatemala -USAC- única universidad pública y estatal en Guatemala. También existen 14 universidades privadas para la educación superior del país.
En este nivel existen carreras técnicas superiores de tres y medio años de duración, donde se tienen 6 semestres de cursos y 1 semestre de práctica. También están las carreras con el grado de licenciaturas o ingenierías, las cuales tienen entre 9 y 12 semestres de cursos, y al finalizar existen diferentes procesos para lograr obtener el grado: ejercicios profesionales supervisados, exámenes generales de grado y la elaboración de trabajos de tesis. Estos procesos hacen que la duración de una licenciatura o ingeniería varíe y sea mayor a 6 años. Todos los títulos brindados por las universidades en pregrado son a nivel licenciatura. En este nivel de educación también existen los grados de maestría y doctorado. Las maestrías son de especialización en temas específicos y el tiempo de estudio es de 2 a 5 semestres, esto depende del programa.

## Establecimientos educativos
Los centros educativos para los niveles de pre-primaria, primaria y secundaria están bajo la normativa del Ministerio de Educación de Guatemala y las Instituciones de Educación Superior están bajo la aprobación de la USAC y el reconocimiento del Consejo de la Enseñanza Privada Superior (CEPS).
- Establecimientos públicos: aquellos que tienen un presupuesto asignado por parte del Gobierno por medio del Ministerio de Educación.
- Establecimientos privados: aquellos que no cuentan con ayuda Gobierno por medio del Ministerio de Educación pero si están autorizados para impartir clases en cualquier departamento del país dentro de los cuales están:

| Público | - Complejo Educativo Carlos Benjamín Paiz Ayala - Escuela Nacional Central de Formación Secretarial - Escuela Nacional de Ciencias Comerciales (Escuela de Comercio) - Escuela Nacional de Ciencias Comerciales América (ENCCA) - Escuela Normal Intercultural (ENI) - Escuela Normal Central para Varones - Instituto Experimental Dr. Carlos Federico Mora - Instituto Experimental Dr. David Guerra Guzmán - Instituto Experimental Enrique Gómez Carrillo - Instituto Experimental Julio César Méndez Montenegro - Instituto Experimental Mario Efraín Nájera Farfán - Instituto Nacional Adrián Zapata - Instituto Nacional Central para Varones (INCV) - Instituto Normal Central para Señoritas Belén (Belén) - Instituto Normal Centro América (INCA) - Instituto Normal Mixto Alejandro Córdova(INMAC) - Instituto Normal para Señoritas de Oriente (INSO) - Instituto Normal para Varones de Oriente (INVO) - Instituto Normal para Varones de Occidente (INVO) - Instituto Normal Rafael Aqueche - Instituto para Señoritas Víctor Manuel de La Roca - Instituto para Señoritas María Luisa Samayoa de Lanuza - Instituto Normal Para señoritas Olimpia Leal (INSOL) - Instituto Normal Para Varones Antonio Larrazabal (INVAL) - Instituto Técnico Vocacional Dr. Imrich Fischmann - Instituto Adolfo V. Hall | Privado | - Centro Educativo Bilingüe La Vid - Centro Educativo con Computación El Quetzal - Centro Educativo Federico Taylor - Centro Educativo Técnico Laboral KINAL - Centro de Estudios Winbridge - Colegio Alemán - Colegio Americano de Guatemala - Colegio APDE Solalto - Colegio APDE Entrevalles - Colegio APDE el Roble - Colegio APDE Campoalegre - Instituto Austríaco Guatemalteco - Colegio Belga Guatemalteco - Colegio Bilingüe Campo Verde - Colegio Brooklyn - Colegio Capouilliez - Colegio CEDIC - Colegio Comercial Guatemalteco - Colegio Continental Americano - Colegio Country Day School - Colegio Cristiano Bilingüe Verbo - Colegio Cristiano Bilingüe El Shaddai - Colegio Decroly Americano - Colegio Guatemalteco Bilingûe - Colegio de Informática IMB-PC - Colegio El Sagrado Corazón - Colegio Internacional de Guatemala - Colegio Interamericano de Guatemala - Colegio Justo Rufino Barrios - Colegio Mariano y Rafael Castillo Córdova - Colegio Maya - Colegio Mixto Integral Elios - Colegio Mixto en Computación Milenium - Colegio Mixto Evelyn Rogers - Colegio Montano - Colegio Nuestra Señora de La Merced - Colegio Salesiano Don Bosco - Colegio San José de los Infantes - Colegio Suizo Americano - Colegio Valle Verde - Colegio Waldorf Guatemala - Instituto América Latina (IAL) - Instituto Bethania - Instituto de Bachillerato en Computación IBC - Instituto Experimental de la Asunción - Instituto Guatemalteco Americano (IGA) - Instituto Guillermo Putzeys Álvarez - Liceo Cristiano Roca de Ayuda (LICRA) - Liceo Canadiense - Liceo de Computación C.S.S. - Liceo Guatemala - Liceo Javier - Liceo Mixto Villa Canales |

## Avance de la escolaridad en Guatemala
El mejoramiento del sistema educativo guatemalteco ha sido uno de los mayores anhelos entre la población guatemalteca , por las precariedades y la falta de cobertura que este ha tenido a lo largo del tiempo. Guatemala cuenta con uno de los índices de escolaridad más bajos a nivel latinoamericano rozando los 6.2 años promedio entre su población y con una expectativa en niños de 10.6 años . Guatemala es el país con más analfabetismo de Hispanoamérica con una tasa del 20% entre su población . 
A continuación una tabla del nivel de escolaridad más alto alcanzado por la población:
| Guatemala  | Ninguno   | Ninguno | Pre Primaria | Pre Primaria | Primaria  | Primaria | Secundaria | Secundaria | Superior | Superior | Población (7 años o más) |
| ---------- | --------- | ------- | ------------ | ------------ | --------- | -------- | ---------- | ---------- | -------- | -------- | ------------------------ |
| Censo 2018 | 2 062 505 | 16.5    | 315 418      | 2.5          | 5 851 182 | 46.7     | 3 615 461  | 28.9       | 684 371  | 5.5      | 12 528 937               |
| Censo 2002 | 2 512 560 | 28.2    | 99 557       | 1.1          | 4 524 597 | 50.7     | 1 462 520  | 16.4       | 322 131  | 3.6      | 8 921 367                |
| Censo 1994 | 2 276 184 | 35.0    | 136 241      | 2.1          | 3 117 598 | 47.9     | 816 684    | 12.6       | 156 696  | 2.4      | 6 503 403                |
| Censo 1981 | 2 041 992 | 45.8    | -            | -            | 1 975 905 | 44.3     | 373 460    | 8.4        | 64 470   | 1.4      | 4 455 827                |
| Censo 1964 | 2 148 560 | 67.7    | -            | -            | 911 120   | 28.7     | 101 160    | 3.2        | 14 060   | 0.4      | 3 174 900                |
| Censo 1950 | 1 514 547 | 70.4    | 30 157       | 1.4          | 559 046   | 26.0     | 42 091     | 2.0        | 6 048    | 0.3      | 2 151 869                |

Promedio de Escolaridad según nivel escolar más alto alcanzado Población con 7 años o más:
| Guatemala | Años de Escolaridad | Años de Escolaridad |
| Guatemala | 1950                | 1.79                |
| Guatemala | 1964                | 2.07                |
| Guatemala | 1981                | 3.62                |
| Guatemala | 1994                | 4.38                |
| Guatemala | 2002                | 5.06                |
| Guatemala | 2018                | 6.23                |
| --------- | ------------------- | ------------------- |

Años Promedio de Escolaridad Total en Años (Población de 15 años o más) por Departamento
| Población de 7 años o más | Población de 7 años o más | Población de 7 años o más | Población de 7 años o más | Población de 7 años o más | Población de 7 años o más | Población de 7 años o más | Población de 7 años o más | Población de 7 años o más | Población de 7 años o más | Población de 7 años o más | A.P.E | A.P.E |
|                           | Ninguno                   | Ninguno                   | Pre Primaria              | Pre Primaria              | Primaria                  | Primaria                  | Media                     | Media                     | Superior                  | Superior                  | 2018  | 2002  |
| ------------------------- | ------------------------- | ------------------------- | ------------------------- | ------------------------- | ------------------------- | ------------------------- | ------------------------- | ------------------------- | ------------------------- | ------------------------- | ----- | ----- |
| Guatemala                 | 179,941                   | 7%                        | 51,103                    | 2%                        | 932,720                   | 35%                       | 1,134,966                 | 43%                       | 342,829                   | 12%                       | 7.62  | 6.93  |
| Sacatepéquez              | 26,792                    | 9%                        | 5,871                     | 2%                        | 129,477                   | 45%                       | 103,189                   | 36%                       | 21,972                    | 8%                        | 6.90  | 5.47  |
| Quetzaltenango            | 95,956                    | 14%                       | 14,253                    | 2%                        | 310,244                   | 46%                       | 206,658                   | 30%                       | 53,447                    | 7%                        | 6.45  | 4.77  |
| Escuintla                 | 76,958                    | 12%                       | 13,965                    | 2%                        | 289,920                   | 47%                       | 219,486                   | 35%                       | 22,680                    | 3%                        | 6.43  | 4.57  |
| El Progreso               | 18,815                    | 12%                       | 3,487                     | 2%                        | 71,036                    | 47%                       | 51,685                    | 34%                       | 6,178                     | 4%                        | 6.42  | 4.71  |
| Santa Rosa                | 45,015                    | 13%                       | 8,090                     | 2%                        | 168,277                   | 50%                       | 102,600                   | 31%                       | 12,338                    | 3%                        | 6.22  | 4.16  |
| Retalhuleu                | 39,336                    | 14%                       | 6,584                     | 2%                        | 129,181                   | 47%                       | 89,112                    | 32%                       | 10,136                    | 3%                        | 6.22  | 4.29  |
| Chimaltenango             | 66,982                    | 13%                       | 13,131                    | 3%                        | 274,058                   | 53%                       | 145,387                   | 28%                       | 17,802                    | 3%                        | 6.15  | 4.27  |
| Zacapa                    | 35,339                    | 17%                       | 4,067                     | 2%                        | 101,545                   | 49%                       | 59,480                    | 28%                       | 8,024                     | 4%                        | 6.01  | 4.36  |
| Jutiapa                   | 66,956                    | 16%                       | 10,145                    | 2%                        | 207,413                   | 50%                       | 116,767                   | 28%                       | 14,446                    | 3%                        | 5.97  | 4.01  |
| Izabal                    | 57,156                    | 17%                       | 7,190                     | 2%                        | 167,086                   | 49%                       | 101,319                   | 30%                       | 9,863                     | 3%                        | 5.96  | 4.12  |
| Suchitepéquez             | 77,338                    | 17%                       | 12,632                    | 3%                        | 223,306                   | 48%                       | 134,460                   | 29%                       | 14,863                    | 3%                        | 5.94  | 3.96  |
| San Marcos                | 147,057                   | 17%                       | 20,992                    | 2%                        | 203,583                   | 53%                       | 203,583                   | 24%                       | 27,225                    | 3%                        | 5.75  | 3.66  |
| Petén                     | 85,402                    | 19%                       | 11,719                    | 3%                        | 220,027                   | 49%                       | 119,236                   | 27%                       | 12,947                    | 3%                        | 5.71  | 3.68  |
| Jalapa                    | 52,410                    | 18%                       | 8,209                     | 3%                        | 147,762                   | 52%                       | 65,862                    | 23%                       | 8,572                     | 3%                        | 5.65  | 3.53  |
| Baja Verapaz              | 52,856                    | 21%                       | 7,463                     | 3%                        | 119,892                   | 48%                       | 60,044                    | 24%                       | 7,921                     | 3%                        | 5.50  | 3.36  |
| Sololá                    | 78,862                    | 22%                       | 17,387                    | 5%                        | 161,136                   | 45%                       | 90,822                    | 25%                       | 10,250                    | 3%                        | 5.38  | 3.36  |
| Totonicapán               | 77,750                    | 22%                       | 8,932                     | 3%                        | 184,215                   | 53%                       | 71,256                    | 20%                       | 8,666                     | 2%                        | 5.30  | 3.26  |
| Chiquimula                | 81,115                    | 24%                       | 9,114                     | 3%                        | 168,774                   | 49%                       | 73,533                    | 21%                       | 11,298                    | 3%                        | 5.30  | 3.58  |
| Huehuetenango             | 220,386                   | 23%                       | 28,176                    | 3%                        | 529,803                   | 56%                       | 143,670                   | 15%                       | 24,681                    | 2%                        | 5.07  | 3.06  |
| Alta Verapaz              | 261,900                   | 27%                       | 30,804                    | 3%                        | 473,505                   | 48%                       | 195,603                   | 20%                       | 22,423                    | 2%                        | 4.98  | 2.77  |
| Quiché                    | 218,636                   | 28%                       | 22,104                    | 3%                        | 392,344                   | 51%                       | 126,743                   | 16%                       | 13,445                    | 2%                        | 4.76  | 2.54  |
| Guatemala                 | 2,062,496                 | 16%                       | 315,418                   | 3%                        | 5,851,180                 | 47%                       | 3,615,461                 | 29%                       | 684,371                   | 5%                        | 6.10  | 4.50  |

|  | 6.23 |

|  | 8.75 |

|  | 7,39 |

|  | 6.67 |

|  | 6.62 |

|  | 6.56 |

|  | 6.30 |

|  | 6.16 |

|  | 6.00 |

|  | 5.98 |

|  | 5.89 |

|  | 5.88 |

|  | 5.87 |

|  | 5.49 |

|  | 5.38 |

|  | 5.34 |

|  | 5.33 |

|  | 5.20 |

|  | 5.12 |

|  | 4.77 |

|  | 4.50 |

|  | 4.60 |

|  | 4.16 |

## Escolaridad Adultos mayores a 25 años
Este indicador se utiliza  a nivel global para medir el nivel educativo de una población, por ejemplo en el Informe de Desarrollo Humano realizado por el PNUD. Guatemala posee un nivel de escolaridad en adultos de 5.77 años.
| Guatemala  | Ninguno   | Ninguno | Pre Primaria | Pre Primaria | Primaria  | Primaria | Secundaria | Secundaria | Superior | Superior | Población (25 años o más) |
| ---------- | --------- | ------- | ------------ | ------------ | --------- | -------- | ---------- | ---------- | -------- | -------- | ------------------------- |
| Censo 2018 | 1 769 953 | 26.2    | 36 018       | 0.5          | 2 651 940 | 39.3     | 1 750 784  | 25.9       | 543 315  | 8.1      | 6 752 010                 |

Población que sabe leer y escribir (Alfabetismo):
| Tasa de Alfabetismo en Guatemala por censo | Tasa de Alfabetismo en Guatemala por censo | Tasa de Alfabetismo en Guatemala por censo | Tasa de Alfabetismo en Guatemala por censo |
| Guatemala                                  | Año                                        | Alfabeto                                   | Analfabeto                                 |
| Guatemala                                  | 2018                                       | 81.5                                       | 18.5                                       |
| Guatemala                                  | 2002                                       | 71.2                                       | 28.8                                       |
| Guatemala                                  | 1994                                       | 64.6                                       | 35.4                                       |
| Guatemala                                  | 1981                                       | 57.2                                       | 42.8                                       |
| Guatemala                                  | 1964                                       | 36.7                                       | 63.3                                       |
| Guatemala                                  | 1950                                       | 28.1                                       | 71.9                                       |
| Guatemala                                  | 1921                                       | 13.1                                       | 86.9                                       |
| Guatemala                                  | 1893                                       | 7.3                                        | 92.7                                       |
| ------------------------------------------ | ------------------------------------------ | ------------------------------------------ | ------------------------------------------ |

A continuación una tabla de la tabla de alfabetismo:
| Guatemala  | Alfabeto   | Alfabeto | Analfabeto | Analfabeto | Población (7 años o más) |
| ---------- | ---------- | -------- | ---------- | ---------- | ------------------------ |
| Censo 2018 | 10 215 017 | 81.5     | 2 313 920  | 18.5       | 12 528 937               |
| Censo 2002 | 6 350 188  | 71.2     | 2 571 179  | 28.8       | 8 921 367                |
| Censo 1994 | 4 202 619  | 64.6     | 2 300 784  | 35.4       | 6 503 403                |
| Censo 1981 | 2 607 421  | 57.2     | 1 953 764  | 42.8       | 4 455 827                |
| Censo 1964 | 1 166 580  | 36.7     | 2 008 320  | 63.3       | 3 174 900                |
| Censo 1950 | 603 806    | 28.1     | 1 548 063  | 71.9       | 2 151 869                |
| Censo 1921 | 208 409    | 13.1     | 1 375 818  | 86.9       | 1 584 227                |
| Censo 1893 | 99 553     | 7.3      | 1 265 125  | 92.7       | 1 364 678                |

Población que sabe leer y escribir (Alfabetismo) por Departamento 2002 y 2018:
| Guatemala      | Censos poblacionales + 7 años | Censos poblacionales + 7 años | Censos poblacionales + 7 años | Censos poblacionales + 7 años |
| Guatemala      | 2018                          | 2018                          | 2002                          | 2002                          |
| Guatemala      | Alfabeto                      | Analfabeto                    | Alfabeto                      | Analfabeto                    |
| -------------- | ----------------------------- | ----------------------------- | ----------------------------- | ----------------------------- |
| Guatemala      | 94%                           | 6%                            | 88%                           | 12%                           |
| Sacatepéquez   | 90%                           | 10%                           | 83%                           | 17%                           |
| El Progreso    | 87%                           | 13%                           | 77%                           | 23%                           |
| Santa Rosa     | 86%                           | 14%                           | 73%                           | 27%                           |
| Escuintla      | 87%                           | 13%                           | 75%                           | 25%                           |
| Chimaltenango  | 85%                           | 15%                           | 74%                           | 26%                           |
| Quetzaltenango | 85%                           | 15%                           | 75%                           | 25%                           |
| Retalhuleu     | 84%                           | 16%                           | 73%                           | 27%                           |
| Jutiapa        | 83%                           | 17%                           | 71%                           | 29%                           |
| Zacapa         | 82%                           | 18%                           | 71%                           | 29%                           |
| Suchitepéquez  | 81%                           | 19%                           | 68%                           | 32%                           |
| Izabal         | 81%                           | 19%                           | 69%                           | 31%                           |
| San Marcos     | 80%                           | 20%                           | 69%                           | 31%                           |
| Jalapa         | 79%                           | 21%                           | 65%                           | 35%                           |
| Petén          | 79%                           | 21%                           | 67%                           | 33%                           |
| Sololá         | 75%                           | 25%                           | 59%                           | 41%                           |
| Baja Verapaz   | 75%                           | 25%                           | 61%                           | 39%                           |
| Chiquimula     | 74%                           | 26%                           | 61%                           | 39%                           |
| Totonicapán    | 74%                           | 26%                           | 62%                           | 38%                           |
| Huehuetenango  | 72%                           | 28%                           | 59%                           | 41%                           |
| Alta Verapaz   | 68%                           | 32%                           | 52%                           | 48%                           |
| Quiché         | 67%                           | 33%                           | 50%                           | 50%                           |

Datos de escolaridad por municipio (15 años o más) y años esperados de escolaridad:
| Departamento / Municipio    | Alfabetismo | Alfabetismo |
| Departamento / Municipio    | 2018        | 2002        |
| Guatemala                   | 80.8        | 71.2        |
| Guatemala                   | 93.5        | 87.8        |
| --------------------------- | ----------- | ----------- |
| Ciudad de Guatemala ✪       | 96.3        | 92.2        |
| Mixco                       | 96.0        | 91.0        |
| San Miguel Petapa           | 95.8        | 90.4        |
| Santa Catarina Pinula       | 95.7        | 89.6        |
| Villa Nueva                 | 95.3        | 89.8        |
| Fraijanes                   | 92.7        | 82.0        |
| San José Pinula             | 92.9        | 82.5        |
| Chinautla                   | 92.8        | 85.8        |
| Amatitlán                   | 92.6        | 85.6        |
| Villa Canales               | 89.9        | 80.0        |
| San José del Golfo          | 88.5        | 78.6        |
| San Pedro Ayampuc           | 87.1        | 77.5        |
| San Pedro Sacatepéquez      | 86.5        | 75.4        |
| San Juan Sacatepéquez       | 82.5        | 70.0        |
| Palencia                    | 83.5        | 71.0        |
| San Raymundo                | 79.8        | 67.3        |
| Chuarrancho                 | 65.2        | 48.0        |
| Sacatepéquez                | 90.0        | 82.6        |
| Jocotenango                 | 96.3        | 91.6        |
| San Lucas Sacatepéquez      | 96.0        | 87.8        |
| Santa Lucía Milpas Altas    | 95.9        | 88.3        |
| San Bartolomé Milpas Altas  | 95.7        | 91.4        |
| Santa Catarina Barahona     | 93.4        | 90.9        |
| Antigua Guatemala ✪         | 93.3        | 88.2        |
| San Antonio Aguas Calientes | 93.1        | 89.6        |
| Magdalena Milpas Altas      | 92.6        | 86.2        |
| Ciudad Vieja                | 92.2        | 85.1        |
| Pastores                    | 92.1        | 85.3        |
| San Miguel Dueñas           | 88.9        | 78.7        |
| Alotenango                  | 86.1        | 74.1        |
| Santo Domingo Xenacoj       | 86.0        | 76.7        |
| Santiago Sacatepéquez       | 85.6        | 76.0        |
| Sumpango                    | 84.6        | 75.1        |
| Santa María Jesús           | 74.7        | 64.5        |
| El Progreso                 | 86.6        | 76.8        |
| Guastatoya ✪                | 90.8        | 82.9        |
| Sanarate                    | 89.5        | 80.2        |
| San Antonio La Paz          | 87.7        | 77.3        |
| San Cristóbal Acasguastlán  | 86.3        | 76.9        |
| El Jícaro                   | 86.1        | 75.5        |
| Sansare                     | 85.1        | 76.3        |
| San Agustín Acasaguastlán   | 82.5        | 71.2        |
| Morazán                     | 82.1        | 73.6        |
| Quetzaltenango              | 83.5        | 75.3        |
| Quetzaltenango ✪            | 93.4        | 88.9        |
| La Esperanza                | 92.2        | 86.2        |
| Salcajá                     | 91.3        | 85.0        |
| San Mateo                   | 92.6        | 88.1        |
| Olíntepeque                 | 88.8        | 80.0        |
| Cantel                      | 90.7        | 86.2        |
| Sibilia                     | 83.6        | 77.9        |
| Concepción Chiquirichapa    | 76.1        | 68.1        |
| Coatepeque                  | 85.4        | 76.8        |
| San Carlos Sija             | 80.3        | 75.2        |
| El Palmar                   | 81.8        | 68.7        |
| San Juan Ostuncalco         | 74.9        | 70.6        |
| Flores Costa Cuca           | 79.7        | 71.4        |
| Zunil                       | 67.9        | 57.2        |
| Colomba Costa Cuca          | 82.5        | 71.8        |
| San Francisco La Unión      | 81.7        | 75.0        |
| Almolonga                   | 71.0        | 65.2        |
| Cabricán                    | 76.6        | 72.1        |
| San Miguel Sigüilá          | 77.2        | 70.6        |
| Huitán                      | 73.8        | 67.1        |
| San Martín Sacatepéquez     | 70.1        | 57.3        |
| Cajolá                      | 57.4        | 40.9        |
| Génova                      | 72.1        | 60.2        |
| Palestina de Los Altos      | 58.7        | 56.4        |
| Escuintla                   | 86.7        | 75.3        |
| Escuintla ✪                 | 90.2        | 82.2        |
| Palín                       | 90.2        | 79.4        |
| San Vicente Pacaya          | 86.9        | 75.2        |
| Siquinalá                   | 85.9        | 77.7        |
| Puerto San José             | 87.7        | 78.3        |
| Santa Lucía Cotzumalguapa   | 87.0        | 73.6        |
| Iztapa                      | 87.1        | 75.5        |
| La Democracia               | 84.5        | 70.1        |
| Tiquisate                   | 85.2        | 75.5        |
| La Gomera                   | 82.9        | 67.8        |
| Masagua                     | 84.5        | 71.1        |
| Sipacate                    | 80.4        | -           |
| Nueva Concepción            | 82.6        | 72.0        |
| Guanagazapa                 | 80.3        | 65.1        |
| Santa Rosa                  | 85.6        | 73.5        |
| Guazacapán                  | 86.9        | 78.2        |
| Santa Cruz Naranjo          | 89.7        | 81.2        |
| Cuilapa ✪                   | 86.9        | 76.3        |
| Barberena                   | 86.2        | 73.8        |
| Chiquimulilla               | 86.4        | 75.0        |
| Santa Rosa de Lima          | 85.2        | 74.3        |
| San Juan Tecuaco            | 87.0        | 72.1        |
| Oratorio                    | 83.1        | 72.3        |
| Nueva Santa Rosa            | 85.9        | 73.4        |
| Taxisco                     | 87.0        | 74.9        |
| Santa María Ixhuatán        | 84.6        | 72.3        |
| Casillas                    | 80.1        | 64.4        |
| Pueblo Nuevo Viñas          | 84.1        | 69.4        |
| San Rafael Las Flores       | 82.2        | 67.7        |
| Retalhuleu                  | 83.4        | 73.2        |
| San Felipe                  | 88.0        | 80.5        |
| San Martín Zapotitlán       | 87.7        | 79.6        |
| Retalhuleu ✪                | 86.2        | 76.6        |
| Santa Cruz Muluá            | 87.5        | 78.4        |
| San Sebastián               | 84.4        | 75.9        |
| Nuevo San Carlos            | 81.1        | 70.9        |
| El Asintal                  | 81.3        | 68.2        |
| Champerico                  | 80.0        | 69.1        |
| San Andrés Villa Seca       | 78.2        | 65.7        |
| Jutiapa                     | 81.2        | 71.3        |
| El Progreso                 | 88.1        | 79.2        |
| Jerez                       | 84.1        | 78.1        |
| Atescastempa                | 82.5        | 72.8        |
| Asunción Mita               | 85.0        | 75.9        |
| San José Acatempa           | 78.9        | 70.0        |
| Jalpatagua                  | 84.0        | 74.0        |
| Santa Catarina Mita         | 83.0        | 74.9        |
| Quesada                     | 85.1        | 76.3        |
| Agua Blanca                 | 77.7        | 71.1        |
| Pasaco                      | 80.9        | 72.4        |
| Yupiltepeque                | 81.2        | 67.6        |
| Moyuta                      | 80.3        | 71.9        |
| Zapotitlán                  | 81.2        | 69.0        |
| Jutiapa ✪                   | 80.4        | 69.5        |
| El Adelanto                 | 76.6        | 65.7        |
| Comapa                      | 73.4        | 59.4        |
| Conguaco                    | 76.2        | 64.0        |
| Zacapa                      | 81.9        | 71.4        |
| Estanzuela                  | 87.3        | 79.3        |
| Teculután                   | 87.4        | 76.7        |
| Río Hondo                   | 85.9        | 76.9        |
| Zacapa ✪                    | 84.4        | 75.2        |
| San Diego                   | 82.5        | 74.5        |
| Usumatlán                   | 87.5        | 77.1        |
| San Jorge                   | 82.4        | -           |
| Cabañas                     | 82.1        | 72.3        |
| Gualán                      | 76.0        | 64.9        |
| Huité                       | 77.1        | 61.7        |
| La Unión                    | 76.0        | 60.4        |
| Chimaltenango               | 84.2        | 74.0        |
| El Tejar                    | 93.0        | 85.4        |
| Chimaltenango ✪             | 91.0        | 81.3        |
| Zaragoza                    | 89.4        | 79.8        |
| Santa Cruz Balanyá          | 90.5        | 84.7        |
| Parramos                    | 86.3        | 76.9        |
| San Juan Comalapa           | 87.9        | 79.2        |
| San Andrés Itzapa           | 81.5        | 68.6        |
| Pochuta                     | 78.2        | 58.9        |
| Patzicía                    | 82.0        | 71.7        |
| Patzún                      | 83.2        | 73.8        |
| Acatenango                  | 78.6        | 66.2        |
| San José Poaquil            | 80.1        | 71.8        |
| San Pedro Yepocapa          | 81.1        | 67.1        |
| San Martín Jilotepeque      | 79.6        | 69.1        |
| Tecpán Guatemala            | 81.8        | 72.4        |
| Santa Apolonia              | 77.2        | 69.0        |
| Izabal                      | 81.4        | 69.4        |
| Puerto Barrios ✪            | 90.7        | 82.1        |
| Morales                     | 83.0        | 70.3        |
| Los Amates                  | 79.6        | 65.3        |
| Livingston                  | 75.9        | 61.9        |
| El Estor                    | 70.6        | 55.2        |
| Suchitepéquez               | 80.6        | 68.1        |
| Mazatenango ✪               | 87.6        | 79.1        |
| San Gabriel                 | 86.5        | 76.4        |
| Santo Tomás La Unión        | 83.2        | 71.5        |
| San Francisco Zapotitlán    | 87.1        | 74.3        |
| Zunilito                    | 86.4        | 74.8        |
| Samayac                     | 83.3        | 72.3        |
| San Pablo Jocapilas         | 81.9        | 73.4        |
| Pueblo Nuevo                | 81.2        | 71.1        |
| Cuyotenango                 | 84.6        | 70.9        |
| San José El Idolo           | 84.3        | 70.7        |
| Patulul                     | 79.7        | 65.8        |
| San Bernadino               | 77.1        | 62.9        |
| San Lorenzo                 | 76.6        | 69.0        |
| San Antonio Suchitepéquez   | 79.1        | 66.6        |
| San Miguel Panán            | 76.6        | 61.8        |
| San Juan Bautista           | 77.1        | 64.3        |
| Río Bravo                   | 77.5        | 61.4        |
| Santo Domingo Suchitepéquez | 78.6        | 65.2        |
| San José La Máquina         | 80.1        | -           |
| Chicacao                    | 72.7        | 54.4        |
| Santa Bárbara               | 72.1        | 53.8        |
| Sololá                      | 71.9        | 59.4        |
| Santa María Visitación      | 90.1        | 81.3        |
| Panajachel                  | 89.9        | 82.8        |
| San Pedro La Laguna         | 83.1        | 74.0        |
| San Juan La Laguna          | 82.0        | 74.9        |
| Santa Clara La Laguna       | 81.0        | 75.6        |
| San Andrés Semetabaj        | 82.6        | 75.5        |
| San José Chacayá            | 77.4        | 70.5        |
| San Marcos La Laguna        | 80.0        | 70.4        |
| San Lucas Tolimán           | 78.5        | 68.0        |
| Santa Lucía Utatlán         | 77.2        | 68.1        |
| Sololá ✪                    | 74.9        | 61.6        |
| San Pablo La Laguna         | 67.4        | 52.0        |
| Santiago Atilán             | 62.5        | 45.5        |
| Santa Catarina Palopó       | 65.7        | 53.0        |
| San Antonio Palopó          | 71.5        | 57.8        |
| Nahualá                     | 65.6        | 53.4        |
| Santa Cruz La Laguna        | 59.7        | 38.5        |
| Concepción                  | 59.7        | 45.1        |
| Santa Catarina Ixtahuacán   | 65.9        | 50.1        |
| San Marcos                  | 78.5        | 69.2        |
| San Marcos ✪                | 89.2        | 83.3        |
| San Pedro Sacatepéquez      | 87.1        | 80.5        |
| San Rafael Pie de la Cuesta | 87.8        | 78.6        |
| Río Blanco                  | 84.1        | 77.6        |
| Esquipulas Palo Gordo       | 86.1        | 81.2        |
| Ayutla Tecún Umán           | 86.4        | 77.9        |
| Pajapita                    | 86.0        | 76.0        |
| San Lorenzo                 | 83.0        | 78.4        |
| San Antonio Sacatepéquez    | 81.9        | 74.8        |
| Catarina                    | 83.2        | 75.2        |
| San José El Rodeo           | 81.0        | 70.7        |
| Tejutla                     | 89.5        | 85.2        |
| Nuevo Progreso              | 80.1        | 69.9        |
| San Pablo                   | 79.3        | 69.3        |
| La Reforma                  | 76.9        | 69.3        |
| Sibinal                     | 76.2        | 71.3        |
| El Quetzal                  | 79.7        | 68.9        |
| El Tumbador                 | 81.7        | 70.2        |
| Malacatán                   | 76.8        | 65.5        |
| Ocós                        | 85.1        | 70.5        |
| San Cristóbal Cucho         | 79.7        | 72.0        |
| La Blanca                   | 79.7        | -           |
| Tacaná                      | 70.2        | 63.8        |
| Ixchinguán                  | 72.6        | 66.0        |
| Comitancillo                | 71.0        | 60.4        |
| San Miguel Ixtahuacán       | 75.7        | 63.7        |
| Sipacapa                    | 73.9        | 61.3        |
| San José Ojetenam           | 69.5        | 62.3        |
| Concepción Tutuapa          | 66.3        | 53.5        |
| Tajumulco                   | 62.8        | 54.0        |
| Baja Verapaz                | 73.7        | 61.2        |
| Rabinal                     | 77.6        | 68.2        |
| Santa Cruz El Chol          | 84.2        | 74.4        |
| Salamá ✪                    | 80.7        | 72.1        |
| San Jerónimo                | 85.2        | 76.6        |
| Granados                    | 78.6        | 68.1        |
| San Miguel Chicaj           | 78.6        | 70.2        |
| Cubulco                     | 62.0        | 43.9        |
| Purulhá                     | 60.8        | 40.0        |
| Petén                       | 78.1        | 67.1        |
| Flores ✪                    | 89.2        | 80.8        |
| San Benito                  | 88.7        | 82.3        |
| Poptún                      | 80.9        | 71.7        |
| Melchor de Mencos           | 83.2        | 75.1        |
| Santa Ana                   | 79.5        | 67.5        |
| San Francisco               | 81.5        | 71.9        |
| Dolores                     | 78.5        | 65.4        |
| El Chal                     | 80.0        | -           |
| San José                    | 84.3        | 73.8        |
| La Libertad                 | 73.3        | 64.3        |
| Las Cruces                  | 77.9        | -           |
| San Andrés                  | 76.0        | 65.8        |
| San Luis                    | 69.9        | 58.3        |
| Sayaxché                    | 72.7        | 55.4        |
| Jalapa                      | 78.4        | 65.0        |
| Monjas                      | 81.1        | 71.1        |
| San Manuel Chaparrón        | 79.9        | 72.1        |
| San Luis Jilotepeque        | 75.8        | 64.7        |
| Jalapa ✪                    | 81.6        | 69.0        |
| Mataquescuintla             | 81.6        | 66.2        |
| San Carlos Alzatate         | 80.7        | 59.3        |
| San Pedro Pinula            | 66.8        | 48.3        |
| Totonicapán                 | 71.8        | 62.5        |
| Totonicapán ✪               | 78.0        | 71.9        |
| San Cristóbal Totonicapán   | 74.4        | 64.0        |
| San Andrés Xecul            | 75.7        | 62.9        |
| San Francisco El Alto       | 72.9        | 61.6        |
| San Bartolo Aguas Calientes | 79.2        | 71.8        |
| Momostenango                | 71.3        | 61.4        |
| Santa María Chiquimula      | 58.7        | 42.5        |
| Santa Lucía La Reforma      | 54.4        | 37.3        |
| Chiquimula                  | 73.1        | 60.8        |
| Ipala                       | 80.9        | 70.4        |
| Concepción Las Minas        | 81.5        | 72.2        |
| Chiquimula ✪                | 78.0        | 70.0        |
| Quetzaltepeque              | 80.9        | 68.3        |
| Esquipulas                  | 80.4        | 69.3        |
| San José La Arada           | 78.8        | 69.3        |
| San Jacinto                 | 73.6        | 62.2        |
| San Juan Ermita             | 71.1        | 54.1        |
| Camotán                     | 66.4        | 48.0        |
| Olopa                       | 66.2        | 50.1        |
| Jocotán                     | 55.8        | 34.6        |
| Huehuetenango               | 70.5        | 58.8        |
| Huehuetenango ✪             | 91.0        | 85.0        |
| Jacaltenango                | 83.3        | 73.9        |
| Santa Ana Huista            | 80.2        | 73.6        |
| Malacatancito               | 82.7        | 73.2        |
| San Antonio Huista          | 79.3        | 71.4        |
| La Democracia               | 75.4        | 64.8        |
| San Rafael Pétzal           | 69.8        | 61.1        |
| Petatán                     | 74.7        | -           |
| Aguacatán                   | 64.5        | 54.2        |
| San Pedro Necta             | 74.1        | 60.3        |
| Chiantla                    | 74.8        | 60.2        |
| San Ildefonso Ixtahuacán    | 70.8        | 56.4        |
| San Sebastián Huehuetenango | 69.0        | 54.8        |
| Tectitlán                   | 70.9        | 56.5        |
| Santiago Chimaltenango      | 70.1        | 52.5        |
| Santa Cruz Barillas         | 67.9        | 57.8        |
| La Libertad                 | 70.5        | 60.4        |
| San Pedro Soloma            | 67.2        | 58.9        |
| Cuilco                      | 73.5        | 64.3        |
| Nentón                      | 67.1        | 54.4        |
| Colotenango                 | 62.9        | 45.0        |
| Unión Cantinil              | 65.7        | -           |
| Concepción Huista           | 60.9        | 52.7        |
| San Rafael La Independencia | 59.3        | 43.2        |
| Todos Santos Cuchumatán     | 60.5        | 49.0        |
| San Juan Ixcoy              | 64.8        | 48.8        |
| Santa Eulalia               | 63.1        | 51.9        |
| San Gaspar Ixchil           | 65.7        | 54.1        |
| San Sebastián Coatán        | 60.8        | 47.7        |
| San Juan Atitlán            | 48.2        | 35.1        |
| Santa Bárbara               | 55.2        | 36.5        |
| San Mateo Ixtatán           | 49.2        | 35.1        |
| San Miguel Acatán           | 51.8        | 32.7        |
| Quiché                      | 64.5        | 50.1        |
| Pachalum                    | 80.4        | 70.1        |
| Santa Cruz del Quiché ✪     | 75.2        | 64.3        |
| Chinique                    | 73.3        | 58.4        |
| Nebaj                       | 66.4        | 53.9        |
| Cunén                       | 68.9        | 54.4        |
| Ixcán                       | 75.2        | 62.2        |
| San Juan Cotzal             | 62.4        | 48.9        |
| Chichicastenango            | 66.4        | 51.5        |
| Canillá                     | 64.5        | 50.4        |
| Sacapulas                   | 61.9        | 50.4        |
| Patzité                     | 71.7        | 58.9        |
| Uspantán                    | 61.6        | 46.2        |
| Chiché                      | 65.6        | 47.2        |
| San Antonio Ilotenango      | 58.6        | 41.3        |
| Chicamán                    | 62.8        | 46.4        |
| Chajul                      | 56.0        | 40.5        |
| San Andrés Sajcabajá        | 48.6        | 35.0        |
| Zacualpa                    | 57.6        | 42.4        |
| Joyabaj                     | 51.4        | 36.0        |
| San Bartolomé Jocotenango   | 55.5        | 32.7        |
| San Pedro Jocopilas         | 62.6        | 39.0        |
| Alta Verapaz                | 66.2        | 51.7        |
| Tactic                      | 73.9        | 57.5        |
| Cobán ✪                     | 73.7        | 61.0        |
| Santa Cruz Verapaz          | 72.6        | 59.2        |
| San Juan Chamelco           | 67.9        | 53.0        |
| San Cristóbal Verapaz       | 66.3        | 53.4        |
| Tamahú                      | 64.3        | 46.5        |
| La Tinta                    | 63.7        | 45.3        |
| Raxruhá                     | 66.2        | -           |
| Chahal                      | 68.1        | 57.8        |
| San Pedro Carchá            | 66.7        | 51.8        |
| Fray Bartolomé De Las Casas | 65.3        | 54.9        |
| Chisec                      | 64.6        | 47.2        |
| San Miguel Tucurú           | 57.5        | 42.1        |
| Santa María Cahabón         | 63.2        | 50.0        |
| Lanquín                     | 61.6        | 47.9        |
| Senahú                      | 56.3        | 39.0        |
| Panzós                      | 57.5        | 41.9        |

| Indicadores                 | Promedio de Escolaridad | Años esperados de escolaridad |
| Indicadores                 | 2018                    | 2018                          |
| Guatemala                   | 6,23                    | 10,56                         |
| --------------------------- | ----------------------- | ----------------------------- |
| Guatemala                   | 8,75                    | 12,23                         |
| Ciudad de Guatemala         | 9.7                     | 12.9                          |
| Mixco                       | 9.7                     | 13.0                          |
| San Miguel Petapa           | 9.4                     | 12.8                          |
| Santa Catarina Pinula       | 9.2                     | 12.7                          |
| Fraijanes                   | 9.1                     | 11.9                          |
| Villa Nueva                 | 8.8                     | 12.6                          |
| San José Pinula             | 8.2                     | 12.0                          |
| Chinautla                   | 7.9                     | 11.5                          |
| Amatilán                    | 7.9                     | 11.7                          |
| Villa Canales               | 7.1                     | 10.6                          |
| San José del Golfo          | 6.3                     | 11.0                          |
| San Pedro Ayampuc           | 6.7                     | 11.0                          |
| San Pedro Sacatepéquez      | 6.5                     | 11.1                          |
| San Juan Sacatepéquez       | 6.1                     | 10.5                          |
| Palencia                    | 5.9                     | 9.3                           |
| San Raymundo                | 5.6                     | 9.3                           |
| Chuarrancho                 | 4.2                     | 9.7                           |
| Sacatepéquez                | 7,39                    | 11,26                         |
| Jocotenango                 | 9.6                     | 13.0                          |
| San Lucas Sacatepéquez      | 9.7                     | 13.1                          |
| Antigua Guatemala           | 8.8                     | 12.2                          |
| Santa Lucía Milpas Altas    | 8.4                     | 12.1                          |
| San Bartolomé Milpas Altas  | 8.6                     | 12.9                          |
| San Miguel Dueñas           | 6.9                     | 10.8                          |
| Ciudad Vieja                | 7.2                     | 11.2                          |
| San Antonio Aguas Calientes | 7.4                     | 11.7                          |
| Magdalena Milpas Altas      | 7.0                     | 11.6                          |
| Pastores                    | 7.4                     | 10.8                          |
| Santa Catarina Barahona     | 6.9                     | 11.3                          |
| Santo Domingo Xenacoj       | 6.3                     | 10.8                          |
| Santiago Sacatepéquez       | 6.4                     | 10.8                          |
| Sumpango                    | 6.0                     | 10.2                          |
| Alotenango                  | 6.0                     | 10.3                          |
| Santa María Jesús           | 4.7                     | 8.5                           |
| El Progreso                 | 6,62                    | 11,20                         |
| Guastatoya                  | 7.9                     | 12.3                          |
| Sanarate                    | 7.1                     | 11.5                          |
| El Jícaro                   | 6.5                     | 10.9                          |
| Sansare                     | 6.7                     | 11.4                          |
| San Cristóbal Acasguastlán  | 6.6                     | 11.7                          |
| Morazán                     | 5.6                     | 10.2                          |
| San Antonio La Paz          | 6.2                     | 10.4                          |
| San Agustín Acasaguastlán   | 6.0                     | 11.0                          |
| Santa Rosa                  | 6,16                    | 10,91                         |
| Guazacapán                  | 7.2                     | 11.6                          |
| Santa Cruz Naranjo          | 6.8                     | 11.3                          |
| Cuilapa                     | 6.8                     | 11.2                          |
| Barberena                   | 6.4                     | 10.9                          |
| Chiquimulilla               | 6.4                     | 11.4                          |
| Santa Rosa de Lima          | 5.9                     | 10.8                          |
| San Juan Tecuaco            | 6.4                     | 12.2                          |
| Oratorio                    | 5.9                     | 11.3                          |
| Nueva Santa Rosa            | 5.9                     | 10.7                          |
| Taxisco                     | 6.1                     | 11.2                          |
| Santa María Ixhuatán        | 6.0                     | 10.9                          |
| Casillas                    | 5.1                     | 9.4                           |
| San Rafael Las Flores       | 5.2                     | 9.5                           |
| Pueblo Nuevo Viñas          | 5.6                     | 10.1                          |
| Quetzaltenango              | 6,67                    | 10,75                         |
| Quetzaltenango              | 9.4                     | 12.6                          |
| La Esperanza                | 8.2                     | 12.1                          |
| Salcajá                     | 8.1                     | 12.1                          |
| San Mateo                   | 7.8                     | 11.9                          |
| Olíntepeque                 | 7.6                     | 11.4                          |
| Cantel                      | 7.1                     | 10.9                          |
| Sibilia                     | 5.8                     | 10.5                          |
| Concepción Chiquirichapa    | 5.4                     | 10.7                          |
| Coatepeque                  | 6.4                     | 10.7                          |
| San Carlos Sija             | 5.6                     | 10.8                          |
| El Palmar                   | 5.7                     | 10.6                          |
| San Juan Ostuncalco         | 5.4                     | 9.8                           |
| Flores Costa Cuca           | 5.5                     | 10.1                          |
| Zunil                       | 4.4                     | 8.3                           |
| Colomba Costa Cuca          | 5.5                     | 10.2                          |
| Almolonga                   | 3.9                     | 8.3                           |
| San Fracisco La Unión       | 5.1                     | 9.5                           |
| Cabricán                    | 5.3                     | 10.6                          |
| San Miguel Sigüilá          | 4.7                     | 9.9                           |
| Huitán                      | 4.9                     | 9.5                           |
| San Martín Sacatepéquez     | 4.3                     | 9.0                           |
| Cajolá                      | 3.5                     | 8.9                           |
| Génova                      | 4.5                     | 9.1                           |
| Paletina de Los Altos       | 3.5                     | 8.8                           |
| Escuintla                   | 6,56                    | 10,50                         |
| Escuintla                   | 7.5                     | 11.3                          |
| Palín                       | 7.1                     | 11.4                          |
| San Vicente Pacaya          | 6.4                     | 10.7                          |
| Siquinalá                   | 6.8                     | 10.9                          |
| San José                    | 6.5                     | 10.4                          |
| Santa Lucía Cotzumalguapa   | 6.7                     | 10.5                          |
| Iztapa                      | 6.4                     | 9.7                           |
| La Democracia               | 6.4                     | 10.6                          |
| Tiquisate                   | 6.0                     | 9.8                           |
| La Gomera                   | 5.8                     | 9.7                           |
| Masagua                     | 6.0                     | 10.6                          |
| Sipacate                    | 5.2                     | 9.0                           |
| Nueva Concepcion            | 5.5                     | 9.3                           |
| Guanagazapa                 | 5.5                     | 10.8                          |
| Zacapa                      | 5,98                    | 10,22                         |
| Estanzuela                  | 7.4                     | 11.0                          |
| Teculután                   | 6.9                     | 11.3                          |
| Río Hondo                   | 6.5                     | 11.1                          |
| Zacapa                      | 7.0                     | 11.1                          |
| San Diego                   | 6.2                     | 11.9                          |
| Usumatlán                   | 6.4                     | 10.8                          |
| San Jorge                   | 5.8                     | 11.4                          |
| Cabañas                     | 5.4                     | 10.3                          |
| Gualán                      | 5.0                     | 9.0                           |
| Huité                       | 5.2                     | 10.2                          |
| La Unión                    | 4.2                     | 8.3                           |
| Retalhuleu                  | 6,30                    | 10,74                         |
| San Felipe                  | 7.4                     | 11.1                          |
| San Martín Zapotitlán       | 7.3                     | 11.8                          |
| Retalhuleu                  | 7.1                     | 11.0                          |
| Santa Cruz Muluá            | 6.8                     | 10.9                          |
| San Sebastián               | 6.6                     | 11.1                          |
| Nuevo San Carlos            | 5.9                     | 10.5                          |
| El Asintal                  | 5.7                     | 10.5                          |
| Champerico                  | 5.3                     | 10.1                          |
| San Andrés Villa Seca       | 5.1                     | 9.9                           |
| Jutiapa                     | 5,87                    | 10,84                         |
| El Progreso                 | 6.8                     | 11.2                          |
| Jerez                       | 6.3                     | 11.9                          |
| Atescastempa                | 6.2                     | 10.9                          |
| Asunción Mita               | 6.2                     | 10.3                          |
| San José Acatempa           | 6.2                     | 11.2                          |
| Jalpatagua                  | 6.2                     | 11.7                          |
| Santa Catarina Mita         | 5.7                     | 10.4                          |
| Quesada                     | 6.0                     | 10.9                          |
| Agua Blanca                 | 5.4                     | 10.1                          |
| Pasaco                      | 5.8                     | 11.4                          |
| Yupiltepeque                | 6.0                     | 11.5                          |
| Moyuta                      | 5.7                     | 10.9                          |
| Zapotitlán                  | 5.9                     | 11.8                          |
| Jutiapa                     | 5.9                     | 10.6                          |
| El Adelanto                 | 5.4                     | 11.2                          |
| Comapa                      | 4.9                     | 11.0                          |
| Conguaco                    | 5.0                     | 10.6                          |
| Sololá                      | 5,20                    | 9,89                          |
| Santa María Visitación      | 8.8                     | 12.0                          |
| Panajachel                  | 8.2                     | 12.4                          |
| San Pedro La Laguna         | 7.4                     | 12.1                          |
| San Juan La Laguna          | 6.7                     | 11.0                          |
| Santa Clara La Laguna       | 6.3                     | 10.2                          |
| San Andrés Semetabaj        | 6.1                     | 10.4                          |
| San José Chacayá            | 6.0                     | 11.3                          |
| San Marcos La Laguna        | 5.6                     | 10.7                          |
| San Lucas Tolimán           | 6.0                     | 10.9                          |
| Santa Lucía Utatlán         | 5.5                     | 10.0                          |
| Sololá                      | 5.4                     | 9.9                           |
| San Pablo La Laguna         | 5.5                     | 10.4                          |
| Santiago Atilán             | 4.2                     | 8.4                           |
| Santa Catarina Palopó       | 4.6                     | 10.3                          |
| San Antonio Palopó          | 4.4                     | 8.8                           |
| Nahualá                     | 4.8                     | 9.4                           |
| Santa Cruz La Laguna        | 3.6                     | 9.2                           |
| Concepción                  | 3.5                     | 8.4                           |
| Santa Catarina Ixtahuacán   | 3.9                     | 9.7                           |
| Chimaltenango               | 6,00                    | 9,98                          |
| El Tejar                    | 7.7                     | 11.6                          |
| Chimaltenango               | 7.5                     | 11.5                          |
| Zaragoza                    | 6.9                     | 10.7                          |
| Santa Cruz Balanyá          | 7.3                     | 10.9                          |
| Parramos                    | 6.5                     | 10.8                          |
| San Juan Comalapa           | 6.4                     | 10.6                          |
| San Andrés Itzapa           | 5.8                     | 9.7                           |
| Pochuta                     | 5.5                     | 11.1                          |
| Patzicía                    | 5.7                     | 9.1                           |
| Patzún                      | 5.9                     | 9.2                           |
| Acatenango                  | 5.4                     | 9.6                           |
| San José Poaquil            | 5.5                     | 9.5                           |
| San Pedro Yepocapa          | 5.1                     | 10.1                          |
| San Martín Jilotepeque      | 4.9                     | 9.3                           |
| Tecpán Guatemala            | 5.2                     | 9.2                           |
| Santa Apolonia              | 4.7                     | 8.5                           |
| Suchitepéquez               | 5,88                    | 10,18                         |
| Mazatenango                 | 7.6                     | 11.2                          |
| San Gabriel                 | 7.3                     | 11.7                          |
| Santo Tomás La Unión        | 7.0                     | 10.6                          |
| San Francisco Zapotitlán    | 6.9                     | 10.7                          |
| Zunilito                    | 6.5                     | 11.0                          |
| Samayac                     | 6.6                     | 11.0                          |
| San Pablo Jocapilas         | 5.9                     | 9.6                           |
| Pueblo Nuevo                | 6.1                     | 10.3                          |
| Cuyotenango                 | 6.5                     | 10.7                          |
| San José El Idolo           | 5.4                     | 9.9                           |
| Patulul                     | 5.7                     | 10.1                          |
| San Bernadino               | 5.9                     | 10.4                          |
| San Lorenzo                 | 5.5                     | 10.6                          |
| San Antonio Suchitepéquez   | 5.5                     | 9.8                           |
| San Miguel Panán            | 4.8                     | 8.9                           |
| San Juan Bautista           | 5.1                     | 10.0                          |
| Río Bravo                   | 5.1                     | 9.7                           |
| Santo Domingo Suchitepéquez | 5.1                     | 9.9                           |
| San José La Máquina         | 5.3                     | 9.7                           |
| Chicacao                    | 4.7                     | 9.6                           |
| Santa Bárbara               | 4.5                     | 9.2                           |
| Baja Verapaz                | 5,33                    | 10,25                         |
| Rabinal                     | 6.5                     | 12.1                          |
| Santa Cruz El Chol          | 6.0                     | 10.5                          |
| Salamá                      | 6.1                     | 10.5                          |
| San Jerónimo                | 6.0                     | 10.7                          |
| Granados                    | 5.5                     | 10.2                          |
| San Miguel Chicaj           | 6.0                     | 11.4                          |
| Cubulco                     | 4.0                     | 8.7                           |
| Purulhá                     | 3.7                     | 9.3                           |
| Izabal                      | 5,89                    | 10,24                         |
| Puerto Barrios              | 7.5                     | 11.3                          |
| Morales                     | 5.9                     | 10.1                          |
| Los Amates                  | 5.2                     | 9.6                           |
| Livingston                  | 5.0                     | 9.7                           |
| El Estor                    | 4.9                     | 10.1                          |
| San Marcos                  | 5,38                    | 10,29                         |
| San Marcos                  | 8.1                     | 12.6                          |
| San Pedro Sacatepéquez      | 7.5                     | 12.1                          |
| San Rafael Pie de la Cuesta | 6.7                     | 11.9                          |
| Río Blanco                  | 6.3                     | 11.9                          |
| Esquipulas Palo Gordo       | 6.4                     | 11.3                          |
| Ayutla Tecún Umán           | 6.2                     | 9.7                           |
| Pajapita                    | 6.1                     | 10.3                          |
| San Lorenzo                 | 5.2                     | 12.2                          |
| San Antonio Sacatepéquez    | 5.9                     | 11.2                          |
| Catarina                    | 5.9                     | 10.8                          |
| San José El Rodeo           | 5.1                     | 10.1                          |
| Tejutla                     | 5.6                     | 9.9                           |
| Nuevo Progreso              | 5.2                     | 10.3                          |
| San Pablo                   | 5.3                     | 10.0                          |
| La Reforma                  | 5.0                     | 9.8                           |
| Sibinal                     | 5.1                     | 11.4                          |
| El Quetzal                  | 4.9                     | 9.1                           |
| El Tumbador                 | 5.1                     | 9.9                           |
| Ocós                        | 5.3                     | 8.6                           |
| Malacatán                   | 5.1                     | 9.4                           |
| San Cristóbal Cucho         | 4.3                     | 8.9                           |
| La Blanca                   | 4.9                     | 9.1                           |
| Tacaná                      | 4.3                     | 9.6                           |
| Ixchinguán                  | 4.3                     | 10.3                          |
| Comitancillo                | 5.1                     | 11.3                          |
| San Miguel Ixtahuacán       | 4.7                     | 10.5                          |
| Sipacapa                    | 4.8                     | 11.2                          |
| San José Ojetenam           | 3.9                     | 9.4                           |
| Concepción Tatuapa          | 3.0                     | 9.8                           |
| Tajumulco                   | 3.5                     | 8.7                           |
| Petén                       | 5,49                    | 9,98                          |
| Flores                      | 7.7                     | 11.5                          |
| San Benito                  | 7.8                     | 11.9                          |
| Poptún                      | 6.3                     | 10.7                          |
| Melchor de Mencos           | 5.9                     | 10.0                          |
| Santa Ana                   | 5.6                     | 10.2                          |
| San Francisco               | 5.7                     | 9.5                           |
| Dolores                     | 5.4                     | 10.4                          |
| El Chal                     | 5.3                     | 9.7                           |
| San José                    | 5.0                     | 10.5                          |
| La Libertad                 | 4.6                     | 9.4                           |
| Las Cruces                  | 4.7                     | 8.7                           |
| San Andrés                  | 4.8                     | 9.1                           |
| San Luis                    | 4.6                     | 9.1                           |
| Sayaxché                    | 4.6                     | 9.7                           |
| Jalapa                      | 5,34                    | 9,94                          |
| Monjas                      | 5.8                     | 10.3                          |
| San Manuel Chaparrón        | 5.5                     | 10.2                          |
| San Luis Jilotepeque        | 5.2                     | 9.6                           |
| Jalapa                      | 5.9                     | 10.6                          |
| Mataquescuintla             | 5.0                     | 9.3                           |
| San Carlos Alzatate         | 4.7                     | 9.7                           |
| San Pedro Pinula            | 4.0                     | 9.0                           |
| Chiquimula                  | 5,12                    | 9,50                          |
| Ipala                       | 5.9                     | 10.1                          |
| Concepción Las Minas        | 5.3                     | 10.2                          |
| Chiquimula                  | 6.3                     | 10.4                          |
| Quetzaltepeque              | 5.6                     | 9.6                           |
| Esquipulas                  | 5.5                     | 9.1                           |
| San José La Arada           | 5.0                     | 9.5                           |
| San Jacinto                 | 4.8                     | 9.6                           |
| San Juan Ermita             | 4.7                     | 9.4                           |
| Camotán                     | 4.1                     | 8.9                           |
| Olopa                       | 4.0                     | 9.0                           |
| Jocotán                     | 3.5                     | 8.8                           |
| Totonicapán                 | 4,77                    | 9,10                          |
| Totonicapán                 | 6.1                     | 10.5                          |
| San Cristóbal Totonicapán   | 5.2                     | 9.0                           |
| San Andrés Xecul            | 4.9                     | 8.4                           |
| San Francisco El Alto       | 4.6                     | 7.6                           |
| San Bartolo Aguas Calientes | 4.6                     | 10.1                          |
| Momostenango                | 4.3                     | 9.4                           |
| Santa María Chiquimula      | 3.2                     | 7.9                           |
| Santa Lucía La Reforma      | 2.8                     | 7.8                           |
| Huehuetenango               | 4,50                    | 8,78                          |
| Huehuetenango               | 8.2                     | 12.4                          |
| Jacaltenango                | 6.5                     | 10.0                          |
| Santa Ana Huista            | 5.7                     | 8.9                           |
| Malacatancito               | 5.6                     | 10.5                          |
| San Antonio Huista          | 5.4                     | 9.1                           |
| La Democracia               | 4.5                     | 8.1                           |
| San Rafael Pétzal           | 4.6                     | 9.1                           |
| Petatán                     | 4.6                     | 8.0                           |
| Aguacatán                   | 4.1                     | 8.5                           |
| San Pedro Necta             | 4.7                     | 8.7                           |
| Chiantla                    | 4.5                     | 8.4                           |
| San Ildefonso Ixtahuacán    | 4.6                     | 8.6                           |
| San Sebastián Huehuetenango | 4.3                     | 8.4                           |
| Tectitlán                   | 3.6                     | 9.1                           |
| Santiago Chimaltenango      | 3.9                     | 7.3                           |
| Santa Cruz Barillas         | 4.2                     | 8.6                           |
| La Libertad                 | 3.7                     | 7.5                           |
| San Pedro Soloma            | 4.0                     | 9.4                           |
| Cuilco                      | 3.6                     | 7.5                           |
| Nentón                      | 3.6                     | 7.7                           |
| Colotenango                 | 3.6                     | 8.3                           |
| Unión Cantinil              | 3.2                     | 7.6                           |
| Concepción Huista           | 3.4                     | 7.7                           |
| San Rafael La Independencia | 3.4                     | 8.8                           |
| Todos Santos Cuchumatán     | 3.3                     | 7.8                           |
| San Juan Ixcoy              | 3.5                     | 9.1                           |
| San Gaspar Ixchil           | 3.2                     | 8.0                           |
| San Sebastián Coatán        | 3.1                     | 8.8                           |
| San Juan Atitlán            | 2.5                     | 6.9                           |
| Santa Eulalia               | 3.7                     | 8.9                           |
| Santa Bárbara               | 3.0                     | 7.8                           |
| San Mateo Ixtatán           | 2.7                     | 8.4                           |
| San Miguel Acatán           | 2.7                     | 8.3                           |
| Quiché                      | 4,16                    | 9,10                          |
| Pachalum                    | 5.6                     | 10.9                          |
| Santa Cruz del Quiché       | 5.9                     | 10.4                          |
| Chinique                    | 5.1                     | 10.2                          |
| Nebaj                       | 5.0                     | 10.2                          |
| Cunén                       | 4.6                     | 9.6                           |
| Ixcán                       | 4.9                     | 9.6                           |
| San Juan Cotzal             | 4.4                     | 10.9                          |
| Chichicastenango            | 3.9                     | 8.3                           |
| Canillá                     | 4.0                     | 8.9                           |
| Sacapulas                   | 3,9                     | 8.3                           |
| Patzité                     | 3.9                     | 8.9                           |
| Uspantán                    | 4.0                     | 9.7                           |
| Chiché                      | 3.4                     | 7.7                           |
| San Antonio Ilotenango      | 3.3                     | 8.6                           |
| Chicamán                    | 4.0                     | 10.5                          |
| Chajul                      | 3.6                     | 9.0                           |
| San Andrés Sajcabajá        | 3.1                     | 8.1                           |
| Zacualpa                    | 3.3                     | 7.9                           |
| Joyabaj                     | 3.0                     | 7.9                           |
| San Bartolomé Jocotenango   | 2.7                     | 7.9                           |
| San Pedro Jocopilas         | 3.2                     | 7.4                           |
| Alta Verapaz                | 4,60                    | 9,95                          |
| Tactic                      | 5.5                     | 10.0                          |
| Cobán                       | 5.8                     | 10.6                          |
| Santa Cruz Verapaz          | 5.5                     | 10.5                          |
| San Juan Chamelco           | 5.2                     | 10.6                          |
| San Cristobal Verapaz       | 5.0                     | 10.7                          |
| Tamahú                      | 4.3                     | 10.0                          |
| La Tinta                    | 4.5                     | 10.2                          |
| Raxruhá                     | 4.5                     | 9.6                           |
| San Pedro Carchá            | 4.4                     | 10.0                          |
| Chahal                      | 4.7                     | 9.5                           |
| Fray Bartolomé de las Casas | 4.4                     | 9.7                           |
| Chisec                      | 3.9                     | 9.5                           |
| Tucurú                      | 3.9                     | 9.9                           |
| Santa María Cahabón         | 4.0                     | 9.4                           |
| Lanquín                     | 3.8                     | 9.0                           |
| Senahú                      | 3.4                     | 9.1                           |
| Panzós                      | 3.5                     | 9.5                           |